# Llista d'asteroides (408001-409000)
Llista d'asteroides del 408.001 al 409.000, amb data de descoberta i descobridor. És un fragment de la llista d'asteroides completa. Als asteroides se'ls dona un número quan es confirma la seva òrbita, per tant apareixen llistats aproximadament segons la data de descobriment.

## 408001-408100
| Nom    | Designació provisional | Data de descobriment   | Lloc de descobriment | Descobridor/s     |
| ------ | ---------------------- | ---------------------- | -------------------- | ----------------- |
| 408001 | 2012 DU88              | 15 de març de 2007     | Mount Lemmon         | Mt. Lemmon Survey |
| 408002 | 2012 DT90              | 15 d'agost de 2009     | Kitt Peak            | Spacewatch        |
| 408003 | 2012 DS92              | 19 de gener de 2012    | Mount Lemmon         | Mt. Lemmon Survey |
| 408004 | 2012 DX92              | 21 de febrer de 2007   | Kitt Peak            | Spacewatch        |
| 408005 | 2012 DR93              | 30 de setembre de 2003 | Kitt Peak            | Spacewatch        |
| 408006 | 2012 DG94              | 6 de juliol de 2010    | WISE                 | WISE              |
| 408007 | 2012 DH94              | 7 de febrer de 2008    | Kitt Peak            | Spacewatch        |
| 408008 | 2012 DW95              | 28 de gener de 2007    | Mount Lemmon         | Mt. Lemmon Survey |
| 408009 | 2012 DD96              | 7 d'octubre de 2005    | Kitt Peak            | Spacewatch        |
| 408010 | 2012 DQ97              | 26 d'octubre de 2005   | Kitt Peak            | Spacewatch        |
| 408011 | 2012 EK2               | 17 d'agost de 2009     | Kitt Peak            | Spacewatch        |
| 408012 | 2012 EA3               | 20 d'octubre de 1998   | Kitt Peak            | Spacewatch        |
| 408013 | 2012 EB4               | 23 de novembre de 2006 | Mount Lemmon         | Mt. Lemmon Survey |
| 408014 | 2012 ER4               | 24 d'abril de 2007     | Mount Lemmon         | Mt. Lemmon Survey |
| 408015 | 2012 ES5               | 11 d'abril de 2007     | Catalina             | CSS               |
| 408016 | 2012 EG9               | 31 de març de 2008     | Mount Lemmon         | Mt. Lemmon Survey |
| 408017 | 2012 EG11              | 3 de maig de 2008      | Kitt Peak            | Spacewatch        |
| 408018 | 2012 EW12              | 4 de febrer de 2006    | Kitt Peak            | Spacewatch        |
| 408019 | 2012 EY15              | 10 d'octubre de 2010   | Kitt Peak            | Spacewatch        |
| 408020 | 2012 FK5               | 10 de novembre de 2005 | Mount Lemmon         | Mt. Lemmon Survey |
| 408021 | 2012 FB6               | 10 de setembre de 2010 | Kitt Peak            | Spacewatch        |
| 408022 | 2012 FG8               | 10 de setembre de 2004 | Kitt Peak            | Spacewatch        |
| 408023 | 2012 FQ9               | 15 de setembre de 2009 | Kitt Peak            | Spacewatch        |
| 408024 | 2012 FN10              | 31 de gener de 2006    | Mount Lemmon         | Mt. Lemmon Survey |
| 408025 | 2012 FL11              | 13 de maig de 2007     | Mount Lemmon         | Mt. Lemmon Survey |
| 408026 | 2012 FT14              | 23 de gener de 2006    | Kitt Peak            | Spacewatch        |
| 408027 | 2012 FX14              | 16 de març de 2007     | Kitt Peak            | Spacewatch        |
| 408028 | 2012 FX15              | 26 de febrer de 2007   | Mount Lemmon         | Mt. Lemmon Survey |
| 408029 | 2012 FY32              | 29 de setembre de 2003 | Kitt Peak            | Spacewatch        |
| 408030 | 2012 FE37              | 17 d'agost de 2009     | Kitt Peak            | Spacewatch        |
| 408031 | 2012 FL38              | 6 d'abril de 2008      | Kitt Peak            | Spacewatch        |
| 408032 | 2012 FM40              | 13 de març de 2007     | Mount Lemmon         | Mt. Lemmon Survey |
| 408033 | 2012 FO42              | 7 de gener de 2006     | Kitt Peak            | Spacewatch        |
| 408034 | 2012 FU47              | 19 de desembre de 2003 | Socorro              | LINEAR            |
| 408035 | 2012 FC48              | 1 d'octubre de 2003    | Kitt Peak            | Spacewatch        |
| 408036 | 2012 FE49              | 27 de gener de 2007    | Mount Lemmon         | Mt. Lemmon Survey |
| 408037 | 2012 FF49              | 3 de novembre de 2005  | Kitt Peak            | Spacewatch        |
| 408038 | 2012 FP49              | 14 de març de 2007     | Mount Lemmon         | Mt. Lemmon Survey |
| 408039 | 2012 FJ51              | 20 de març de 2007     | Kitt Peak            | Spacewatch        |
| 408040 | 2012 FX53              | 14 de març de 2007     | Mount Lemmon         | Mt. Lemmon Survey |
| 408041 | 2012 FD55              | 23 d'octubre de 2004   | Kitt Peak            | Spacewatch        |
| 408042 | 2012 FQ64              | 11 d'octubre de 2004   | Kitt Peak            | Spacewatch        |
| 408043 | 2012 FN66              | 19 d'abril de 2007     | Mount Lemmon         | Mt. Lemmon Survey |
| 408044 | 2012 FA67              | 28 d'agost de 2009     | Kitt Peak            | Spacewatch        |
| 408045 | 2012 FQ67              | 27 de febrer de 2006   | Catalina             | CSS               |
| 408046 | 2012 FV67              | 24 d'octubre de 2001   | Socorro              | LINEAR            |
| 408047 | 2012 FO70              | 7 de novembre de 2010  | Catalina             | CSS               |
| 408048 | 2012 FW71              | 23 de gener de 2006    | Kitt Peak            | Spacewatch        |
| 408049 | 2012 FO72              | 21 de març de 2001     | Anderson Mesa        | LONEOS            |
| 408050 | 2012 FD73              | 9 de gener de 2006     | Kitt Peak            | Spacewatch        |
| 408051 | 2012 FM73              | 13 de novembre de 2006 | Catalina             | CSS               |
| 408052 | 2012 FM74              | 4 de gener de 2006     | Mount Lemmon         | Mt. Lemmon Survey |
| 408053 | 2012 FP75              | 26 de gener de 2006    | Catalina             | CSS               |
| 408054 | 2012 FW75              | 15 de març de 2007     | Mount Lemmon         | Mt. Lemmon Survey |
| 408055 | 2012 FX75              | 22 de setembre de 2009 | Kitt Peak            | Spacewatch        |
| 408056 | 2012 FL76              | 23 d'abril de 2007     | Mount Lemmon         | Mt. Lemmon Survey |
| 408057 | 2012 FV77              | 11 de novembre de 2004 | Kitt Peak            | Spacewatch        |
| 408058 | 2012 FN81              | 19 de març de 2007     | Mount Lemmon         | Mt. Lemmon Survey |
| 408059 | 2012 FA82              | 5 de gener de 2006     | Kitt Peak            | Spacewatch        |
| 408060 | 2012 FP82              | 27 d'abril de 2008     | Mount Lemmon         | Mt. Lemmon Survey |
| 408061 | 2012 FV82              | 18 de febrer de 2008   | Mount Lemmon         | Mt. Lemmon Survey |
| 408062 | 2012 GB4               | 13 de novembre de 2010 | Kitt Peak            | Spacewatch        |
| 408063 | 2012 GZ7               | 3 de novembre de 2004  | Kitt Peak            | Spacewatch        |
| 408064 | 2012 GZ9               | 18 de setembre de 2003 | Kitt Peak            | Spacewatch        |
| 408065 | 2012 GV13              | 27 de febrer de 2006   | Mount Lemmon         | Mt. Lemmon Survey |
| 408066 | 2012 GE16              | 3 d'octubre de 2003    | Kitt Peak            | Spacewatch        |
| 408067 | 2012 GK19              | 8 de novembre de 2009  | Mount Lemmon         | Mt. Lemmon Survey |
| 408068 | 2012 GO23              | 22 d'octubre de 2005   | Kitt Peak            | Spacewatch        |
| 408069 | 2012 GA26              | 14 de març de 2007     | Mount Lemmon         | Mt. Lemmon Survey |
| 408070 | 2012 GF28              | 28 de gener de 2011    | Mount Lemmon         | Mt. Lemmon Survey |
| 408071 | 2012 GA30              | 22 d'abril de 2007     | Mount Lemmon         | Mt. Lemmon Survey |
| 408072 | 2012 GY30              | 20 de setembre de 2003 | Campo Imperatore     | CINEOS            |
| 408073 | 2012 GA32              | 20 de febrer de 2006   | Kitt Peak            | Spacewatch        |
| 408074 | 2012 GC36              | 14 de març de 1999     | Kitt Peak            | Spacewatch        |
| 408075 | 2012 HM5               | 13 de març de 2002     | Kitt Peak            | Spacewatch        |
| 408076 | 2012 HR10              | 24 de març de 2006     | Kitt Peak            | Spacewatch        |
| 408077 | 2012 HO12              | 5 de març de 2006      | Kitt Peak            | Spacewatch        |
| 408078 | 2012 HE16              | 29 d'abril de 2006     | Anderson Mesa        | LONEOS            |
| 408079 | 2012 HY31              | 24 de febrer de 2006   | Kitt Peak            | Spacewatch        |
| 408080 | 2012 HM35              | 17 de novembre de 1999 | Kitt Peak            | Spacewatch        |
| 408081 | 2012 HU40              | 9 de setembre de 2004  | Kitt Peak            | Spacewatch        |
| 408082 | 2012 HN41              | 31 de març de 1995     | Kitt Peak            | Spacewatch        |
| 408083 | 2012 HC46              | 13 de gener de 2011    | Kitt Peak            | Spacewatch        |
| 408084 | 2012 HD52              | 30 de març de 2001     | Kitt Peak            | Spacewatch        |
| 408085 | 2012 HO53              | 27 de febrer de 2006   | Kitt Peak            | Spacewatch        |
| 408086 | 2012 HO56              | 31 de gener de 2006    | Catalina             | CSS               |
| 408087 | 2012 HY56              | 9 de març de 2006      | Kitt Peak            | Spacewatch        |
| 408088 | 2012 HP57              | 22 de setembre de 2001 | Kitt Peak            | Spacewatch        |
| 408089 | 2012 HF58              | 20 de setembre de 2009 | Kitt Peak            | Spacewatch        |
| 408090 | 2012 HA59              | 20 d'abril de 2007     | Kitt Peak            | Spacewatch        |
| 408091 | 2012 HB61              | 17 d'octubre de 1998   | Kitt Peak            | Spacewatch        |
| 408092 | 2012 HB69              | 24 de març de 2006     | Kitt Peak            | Spacewatch        |
| 408093 | 2012 JQ3               | 15 de setembre de 2009 | Kitt Peak            | Spacewatch        |
| 408094 | 2012 JP31              | 25 de novembre de 1998 | Kitt Peak            | Spacewatch        |
| 408095 | 2012 JV51              | 21 d'octubre de 2008   | Mount Lemmon         | Mt. Lemmon Survey |
| 408096 | 2012 KV19              | 22 de setembre de 2003 | Kitt Peak            | Spacewatch        |
| 408097 | 2012 TW19              | 9 d'octubre de 2007    | Catalina             | CSS               |
| 408098 | 2013 AW                | 10 de maig de 2005     | Anderson Mesa        | LONEOS            |
| 408099 | 2013 AM45              | 17 de març de 2010     | Kitt Peak            | Spacewatch        |
| 408100 | 2013 AX50              | 10 de gener de 2008    | Mount Lemmon         | Mt. Lemmon Survey |

## 408101-408200
| Nom    | Designació provisional | Data de descobriment   | Lloc de descobriment | Descobridor/s     |
| ------ | ---------------------- | ---------------------- | -------------------- | ----------------- |
| 408101 | 2013 AM82              | 17 de febrer de 2010   | Kitt Peak            | Spacewatch        |
| 408102 | 2013 AN89              | 11 de maig de 2010     | WISE                 | WISE              |
| 408103 | 2013 AW101             | 7 de febrer de 2002    | Kitt Peak            | Spacewatch        |
| 408104 | 2013 AV123             | 31 de desembre de 2008 | Kitt Peak            | Spacewatch        |
| 408105 | 2013 AU133             | 19 de gener de 2005    | Kitt Peak            | Spacewatch        |
| 408106 | 2013 AC150             | 2 de novembre de 2007  | Kitt Peak            | Spacewatch        |
| 408107 | 2013 BA13              | 8 de novembre de 2010  | Mount Lemmon         | Mt. Lemmon Survey |
| 408108 | 2013 BH26              | 30 de gener de 2009    | Mount Lemmon         | Mt. Lemmon Survey |
| 408109 | 2013 BK60              | 2 de gener de 2009     | Kitt Peak            | Spacewatch        |
| 408110 | 2013 BX62              | 11 de maig de 2007     | Mount Lemmon         | Mt. Lemmon Survey |
| 408111 | 2013 BN77              | 23 de gener de 2006    | Kitt Peak            | Spacewatch        |
| 408112 | 2013 CL5               | 10 de febrer de 2010   | WISE                 | WISE              |
| 408113 | 2013 CC13              | 31 de gener de 2006    | Mount Lemmon         | Mt. Lemmon Survey |
| 408114 | 2013 CA18              | 18 d'octubre de 2007   | Mount Lemmon         | Mt. Lemmon Survey |
| 408115 | 2013 CF18              | 7 de desembre de 2008  | Mount Lemmon         | Mt. Lemmon Survey |
| 408116 | 2013 CR19              | 19 de setembre de 2011 | Mount Lemmon         | Mt. Lemmon Survey |
| 408117 | 2013 CH22              | 9 de novembre de 2009  | Mount Lemmon         | Mt. Lemmon Survey |
| 408118 | 2013 CD24              | 20 d'abril de 2006     | Kitt Peak            | Spacewatch        |
| 408119 | 2013 CO24              | 5 de gener de 2006     | Mount Lemmon         | Mt. Lemmon Survey |
| 408120 | 2013 CG30              | 25 de març de 2006     | Kitt Peak            | Spacewatch        |
| 408121 | 2013 CQ30              | 16 d'octubre de 2007   | Mount Lemmon         | Mt. Lemmon Survey |
| 408122 | 2013 CN31              | 4 de desembre de 2008  | Kitt Peak            | Spacewatch        |
| 408123 | 2013 CS32              | 10 d'abril de 2005     | Catalina             | CSS               |
| 408124 | 2013 CR33              | 5 de gener de 2006     | Catalina             | CSS               |
| 408125 | 2013 CF36              | 25 de gener de 2002    | Socorro              | LINEAR            |
| 408126 | 2013 CH43              | 17 de març de 2010     | Kitt Peak            | Spacewatch        |
| 408127 | 2013 CL49              | 10 de setembre de 2007 | Kitt Peak            | Spacewatch        |
| 408128 | 2013 CW54              | 22 de juliol de 2010   | WISE                 | WISE              |
| 408129 | 2013 CH61              | 8 de desembre de 2012  | Mount Lemmon         | Mt. Lemmon Survey |
| 408130 | 2013 CY61              | 23 de setembre de 2011 | Kitt Peak            | Spacewatch        |
| 408131 | 2013 CL66              | 1 de febrer de 2006    | Kitt Peak            | Spacewatch        |
| 408132 | 2013 CT66              | 2 de març de 2009      | Mount Lemmon         | Mt. Lemmon Survey |
| 408133 | 2013 CM67              | 6 de desembre de 2005  | Kitt Peak            | Spacewatch        |
| 408134 | 2013 CQ67              | 20 de febrer de 2006   | Kitt Peak            | Spacewatch        |
| 408135 | 2013 CM69              | 4 d'abril de 2010      | Kitt Peak            | Spacewatch        |
| 408136 | 2013 CU70              | 15 de febrer de 2010   | Kitt Peak            | Spacewatch        |
| 408137 | 2013 CF75              | 7 de desembre de 2008  | Mount Lemmon         | Mt. Lemmon Survey |
| 408138 | 2013 CL75              | 10 de setembre de 2010 | Mount Lemmon         | Mt. Lemmon Survey |
| 408139 | 2013 CF80              | 23 de gener de 2006    | Kitt Peak            | Spacewatch        |
| 408140 | 2013 CE84              | 18 de març de 2010     | Mount Lemmon         | Mt. Lemmon Survey |
| 408141 | 2013 CX86              | 23 de gener de 2006    | Kitt Peak            | Spacewatch        |
| 408142 | 2013 CO92              | 2 d'octubre de 2006    | Mount Lemmon         | Mt. Lemmon Survey |
| 408143 | 2013 CM99              | 29 d'abril de 1997     | Kitt Peak            | Spacewatch        |
| 408144 | 2013 CA103             | 3 de desembre de 2008  | Mount Lemmon         | Mt. Lemmon Survey |
| 408145 | 2013 CM107             | 30 de març de 2010     | WISE                 | WISE              |
| 408146 | 2013 CL109             | 14 d'abril de 1997     | Kitt Peak            | Spacewatch        |
| 408147 | 2013 CM115             | 16 de gener de 2013    | Mount Lemmon         | Mt. Lemmon Survey |
| 408148 | 2013 CB116             | 19 de març de 2010     | Mount Lemmon         | Mt. Lemmon Survey |
| 408149 | 2013 CN122             | 1 de febrer de 2000    | Kitt Peak            | Spacewatch        |
| 408150 | 2013 CU123             | 28 de febrer de 2009   | Kitt Peak            | Spacewatch        |
| 408151 | 2013 CX123             | 9 de gener de 2013     | Mount Lemmon         | Mt. Lemmon Survey |
| 408152 | 2013 CG124             | 10 d'abril de 2010     | Kitt Peak            | Spacewatch        |
| 408153 | 2013 CQ126             | 7 d'octubre de 2005    | Mount Lemmon         | Mt. Lemmon Survey |
| 408154 | 2013 CY126             | 17 de febrer de 2010   | Kitt Peak            | Spacewatch        |
| 408155 | 2013 CD127             | 12 de setembre de 2001 | Socorro              | LINEAR            |
| 408156 | 2013 CP137             | 9 de gener de 2013     | Mount Lemmon         | Mt. Lemmon Survey |
| 408157 | 2013 CW137             | 12 d'abril de 2010     | Kitt Peak            | Spacewatch        |
| 408158 | 2013 CU139             | 29 de gener de 2009    | Mount Lemmon         | Mt. Lemmon Survey |
| 408159 | 2013 CY150             | 10 de desembre de 2005 | Kitt Peak            | Spacewatch        |
| 408160 | 2013 CA151             | 29 de maig de 2010     | WISE                 | WISE              |
| 408161 | 2013 CY158             | 7 d'abril de 2006      | Kitt Peak            | Spacewatch        |
| 408162 | 2013 CQ161             | 11 d'abril de 2003     | Kitt Peak            | Spacewatch        |
| 408163 | 2013 CJ163             | 5 de setembre de 2007  | Catalina             | CSS               |
| 408164 | 2013 CS163             | 11 de maig de 2010     | Mount Lemmon         | Mt. Lemmon Survey |
| 408165 | 2013 CH165             | 29 de desembre de 2008 | Mount Lemmon         | Mt. Lemmon Survey |
| 408166 | 2013 CQ168             | 20 d'abril de 2009     | Mount Lemmon         | Mt. Lemmon Survey |
| 408167 | 2013 CT169             | 7 de novembre de 2001  | Socorro              | LINEAR            |
| 408168 | 2013 CE174             | 8 de juny de 2005      | Kitt Peak            | Spacewatch        |
| 408169 | 2013 CB177             | 18 de novembre de 2011 | Mount Lemmon         | Mt. Lemmon Survey |
| 408170 | 2013 CP181             | 18 d'octubre de 2007   | Mount Lemmon         | Mt. Lemmon Survey |
| 408171 | 2013 CD183             | 1 de maig de 2009      | Mount Lemmon         | Mt. Lemmon Survey |
| 408172 | 2013 CV183             | 10 d'abril de 2002     | Socorro              | LINEAR            |
| 408173 | 2013 CT191             | 18 de novembre de 2007 | Mount Lemmon         | Mt. Lemmon Survey |
| 408174 | 2013 CC198             | 9 de maig de 2005      | Kitt Peak            | Spacewatch        |
| 408175 | 2013 CA199             | 9 de gener de 2013     | Mount Lemmon         | Mt. Lemmon Survey |
| 408176 | 2013 CM218             | 9 de març de 2002      | Kitt Peak            | Spacewatch        |
| 408177 | 2013 CX221             | 16 de març de 2010     | Mount Lemmon         | Mt. Lemmon Survey |
| 408178 | 2013 DW                | 25 de setembre de 2009 | Catalina             | CSS               |
| 408179 | 2013 DH4               | 3 de gener de 2009     | Kitt Peak            | Spacewatch        |
| 408180 | 2013 DG7               | 6 de juliol de 2010    | WISE                 | WISE              |
| 408181 | 2013 DR11              | 29 de desembre de 2008 | Mount Lemmon         | Mt. Lemmon Survey |
| 408182 | 2013 EY2               | 6 d'abril de 2005      | Catalina             | CSS               |
| 408183 | 2013 EK4               | 5 de març de 2006      | Kitt Peak            | Spacewatch        |
| 408184 | 2013 EF6               | 5 de setembre de 2010  | Mount Lemmon         | Mt. Lemmon Survey |
| 408185 | 2013 EF10              | 26 de setembre de 2005 | Kitt Peak            | Spacewatch        |
| 408186 | 2013 ED11              | 29 de desembre de 2008 | Kitt Peak            | Spacewatch        |
| 408187 | 2013 EU11              | 23 de març de 2006     | Kitt Peak            | Spacewatch        |
| 408188 | 2013 EO16              | 21 de desembre de 2008 | Kitt Peak            | Spacewatch        |
| 408189 | 2013 EG18              | 5 d'octubre de 2004    | Kitt Peak            | Spacewatch        |
| 408190 | 2013 EG19              | 16 de setembre de 2003 | Kitt Peak            | Spacewatch        |
| 408191 | 2013 EC24              | 15 de novembre de 2007 | Catalina             | CSS               |
| 408192 | 2013 EM24              | 26 de maig de 2003     | Kitt Peak            | Spacewatch        |
| 408193 | 2013 EA25              | 27 d'agost de 2006     | Kitt Peak            | Spacewatch        |
| 408194 | 2013 EM26              | 4 de maig de 2005      | Kitt Peak            | Spacewatch        |
| 408195 | 2013 EM27              | 29 de desembre de 2008 | Mount Lemmon         | Mt. Lemmon Survey |
| 408196 | 2013 ER29              | 28 de maig de 2008     | Kitt Peak            | Spacewatch        |
| 408197 | 2013 EC31              | 29 de setembre de 2011 | Kitt Peak            | Spacewatch        |
| 408198 | 2013 EC32              | 29 de setembre de 2011 | Mount Lemmon         | Mt. Lemmon Survey |
| 408199 | 2013 ES32              | 14 de novembre de 2007 | Mount Lemmon         | Mt. Lemmon Survey |
| 408200 | 2013 EJ33              | 7 de novembre de 2008  | Mount Lemmon         | Mt. Lemmon Survey |

## 408201-408300
| Nom    | Designació provisional | Data de descobriment   | Lloc de descobriment | Descobridor/s          |
| ------ | ---------------------- | ---------------------- | -------------------- | ---------------------- |
| 408201 | 2013 EZ33              | 23 de setembre de 2011 | Kitt Peak            | Spacewatch             |
| 408202 | 2013 EM34              | 21 d'agost de 2004     | Catalina             | CSS                    |
| 408203 | 2013 EQ39              | 7 d'abril de 2005      | Mount Lemmon         | Mt. Lemmon Survey      |
| 408204 | 2013 EZ39              | 14 d'abril de 2008     | Mount Lemmon         | Mt. Lemmon Survey      |
| 408205 | 2013 EM43              | 14 de febrer de 2002   | Kitt Peak            | Spacewatch             |
| 408206 | 2013 EJ45              | 30 de setembre de 2005 | Mount Lemmon         | Mt. Lemmon Survey      |
| 408207 | 2013 EH49              | 14 de gener de 2002    | Kitt Peak            | Spacewatch             |
| 408208 | 2013 EM49              | 8 d'abril de 2010      | Kitt Peak            | Spacewatch             |
| 408209 | 2013 ED54              | 8 d'octubre de 2007    | Kitt Peak            | Spacewatch             |
| 408210 | 2013 EW59              | 23 de setembre de 2008 | Kitt Peak            | Spacewatch             |
| 408211 | 2013 EO62              | 24 de març de 2006     | Mount Lemmon         | Mt. Lemmon Survey      |
| 408212 | 2013 EJ64              | 9 d'octubre de 2004    | Kitt Peak            | Spacewatch             |
| 408213 | 2013 EN66              | 2 d'abril de 2006      | Mount Lemmon         | Mt. Lemmon Survey      |
| 408214 | 2013 ES66              | 3 de maig de 2005      | Kitt Peak            | Spacewatch             |
| 408215 | 2013 EP68              | 2 d'abril de 2006      | Kitt Peak            | Spacewatch             |
| 408216 | 2013 EC71              | 7 de setembre de 2004  | Kitt Peak            | Spacewatch             |
| 408217 | 2013 EF73              | 2 d'abril de 2006      | Kitt Peak            | Spacewatch             |
| 408218 | 2013 EE79              | 29 d'agost de 2006     | Kitt Peak            | Spacewatch             |
| 408219 | 2013 EP81              | 25 de setembre de 2006 | Kitt Peak            | Spacewatch             |
| 408220 | 2013 EJ85              | 9 d'abril de 2010      | Kitt Peak            | Spacewatch             |
| 408221 | 2013 EW86              | 20 d'abril de 2009     | Kitt Peak            | Spacewatch             |
| 408222 | 2013 EM87              | 26 de març de 2009     | Mount Lemmon         | Mt. Lemmon Survey      |
| 408223 | 2013 EL90              | 3 de març de 2005      | Kitt Peak            | Spacewatch             |
| 408224 | 2013 EO90              | 18 d'octubre de 2007   | Mount Lemmon         | Mt. Lemmon Survey      |
| 408225 | 2013 EK91              | 1 de novembre de 2011  | Catalina             | CSS                    |
| 408226 | 2013 EW91              | 5 de setembre de 2010  | Mount Lemmon         | Mt. Lemmon Survey      |
| 408227 | 2013 EP94              | 3 de maig de 2006      | Mount Lemmon         | Mt. Lemmon Survey      |
| 408228 | 2013 ED95              | 21 de setembre de 2001 | Kitt Peak            | Spacewatch             |
| 408229 | 2013 EM96              | 25 d'abril de 2008     | Kitt Peak            | Spacewatch             |
| 408230 | 2013 EA97              | 20 de febrer de 2006   | Kitt Peak            | Spacewatch             |
| 408231 | 2013 ES97              | 2 de març de 2006      | Kitt Peak            | Spacewatch             |
| 408232 | 2013 EN98              | 5 de novembre de 2007  | Mount Lemmon         | Mt. Lemmon Survey      |
| 408233 | 2013 EK99              | 19 de novembre de 2006 | Kitt Peak            | Spacewatch             |
| 408234 | 2013 EY100             | 3 de febrer de 2009    | Kitt Peak            | Spacewatch             |
| 408235 | 2013 EW101             | 3 de novembre de 1991  | Kitt Peak            | Spacewatch             |
| 408236 | 2013 EU102             | 1 de gener de 2009     | Kitt Peak            | Spacewatch             |
| 408237 | 2013 EJ103             | 30 d'abril de 2006     | Kitt Peak            | Spacewatch             |
| 408238 | 2013 EF104             | 4 d'octubre de 1999    | Kitt Peak            | Spacewatch             |
| 408239 | 2013 EH105             | 20 de febrer de 2006   | Kitt Peak            | Spacewatch             |
| 408240 | 2013 ES109             | 19 de novembre de 2008 | Kitt Peak            | Spacewatch             |
| 408241 | 2013 EE111             | 16 d'abril de 2004     | Kitt Peak            | Spacewatch             |
| 408242 | 2013 EF113             | 7 d'abril de 2005      | Kitt Peak            | Spacewatch             |
| 408243 | 2013 EA116             | 25 de març de 2006     | Kitt Peak            | Spacewatch             |
| 408244 | 2013 EH117             | 23 de març de 2009     | XuYi                 | PMO NEO Survey Program |
| 408245 | 2013 EA120             | 20 de gener de 2009    | Mount Lemmon         | Mt. Lemmon Survey      |
| 408246 | 2013 EL121             | 14 d'abril de 2008     | Mount Lemmon         | Mt. Lemmon Survey      |
| 408247 | 2013 EL123             | 10 de maig de 2005     | Mount Lemmon         | Mt. Lemmon Survey      |
| 408248 | 2013 EC125             | 15 de setembre de 2007 | Mount Lemmon         | Mt. Lemmon Survey      |
| 408249 | 2013 EC127             | 25 d'abril de 2006     | Mount Lemmon         | Mt. Lemmon Survey      |
| 408250 | 2013 EY127             | 17 de setembre de 2006 | Catalina             | CSS                    |
| 408251 | 2013 EB128             | 25 de setembre de 2006 | Mount Lemmon         | Mt. Lemmon Survey      |
| 408252 | 2013 EU128             | 9 d'abril de 2010      | Kitt Peak            | Spacewatch             |
| 408253 | 2013 EV128             | 4 de març de 2006      | Mount Lemmon         | Mt. Lemmon Survey      |
| 408254 | 2013 FA                | 10 de novembre de 2001 | Socorro              | LINEAR                 |
| 408255 | 2013 FT2               | 22 d'abril de 2009     | Mount Lemmon         | Mt. Lemmon Survey      |
| 408256 | 2013 FY2               | 30 d'abril de 2005     | Kitt Peak            | Spacewatch             |
| 408257 | 2013 FT6               | 21 de desembre de 2003 | Socorro              | LINEAR                 |
| 408258 | 2013 FN8               | 15 de maig de 2009     | Kitt Peak            | Spacewatch             |
| 408259 | 2013 FZ8               | 20 d'octubre de 2007   | Mount Lemmon         | Mt. Lemmon Survey      |
| 408260 | 2013 FN9               | 26 de març de 2006     | Kitt Peak            | Spacewatch             |
| 408261 | 2013 FD10              | 9 d'abril de 2006      | Kitt Peak            | Spacewatch             |
| 408262 | 2013 FL11              | 28 de març de 2004     | Kitt Peak            | Spacewatch             |
| 408263 | 2013 FL12              | 13 de gener de 1996    | Kitt Peak            | Spacewatch             |
| 408264 | 2013 FX15              | 17 d'abril de 1996     | Kitt Peak            | Spacewatch             |
| 408265 | 2013 FA16              | 8 d'agost de 2010      | Siding Spring        | Siding Spring Survey   |
| 408266 | 2013 FL16              | 17 d'abril de 2004     | Socorro              | LINEAR                 |
| 408267 | 2013 FA17              | 24 d'abril de 2004     | Kitt Peak            | Spacewatch             |
| 408268 | 2013 FC17              | 21 de març de 2009     | Kitt Peak            | Spacewatch             |
| 408269 | 2013 FG18              | 9 d'abril de 2005      | Mount Lemmon         | Mt. Lemmon Survey      |
| 408270 | 2013 FL18              | 15 de setembre de 2007 | Mount Lemmon         | Mt. Lemmon Survey      |
| 408271 | 2013 FN18              | 17 de maig de 2009     | Mount Lemmon         | Mt. Lemmon Survey      |
| 408272 | 2013 FO19              | 9 d'abril de 2006      | Kitt Peak            | Spacewatch             |
| 408273 | 2013 FR19              | 10 de setembre de 2007 | Mount Lemmon         | Mt. Lemmon Survey      |
| 408274 | 2013 FJ21              | 6 de maig de 2006      | Mount Lemmon         | Mt. Lemmon Survey      |
| 408275 | 2013 FK21              | 26 d'agost de 2009     | Catalina             | CSS                    |
| 408276 | 2013 FV21              | 6 de maig de 2006      | Mount Lemmon         | Mt. Lemmon Survey      |
| 408277 | 2013 FE23              | 25 d'abril de 2003     | Kitt Peak            | Spacewatch             |
| 408278 | 2013 FB27              | 23 de gener de 2006    | Kitt Peak            | Spacewatch             |
| 408279 | 2013 GM                | 18 de gener de 2004    | Catalina             | CSS                    |
| 408280 | 2013 GP                | 4 d'abril de 2005      | Catalina             | CSS                    |
| 408281 | 2013 GJ1               | 7 d'abril de 2008      | Kitt Peak            | Spacewatch             |
| 408282 | 2013 GY3               | 24 de setembre de 2011 | Kitt Peak            | Spacewatch             |
| 408283 | 2013 GE4               | 1 de febrer de 2009    | Kitt Peak            | Spacewatch             |
| 408284 | 2013 GG9               | 3 de març de 2008      | Mount Lemmon         | Mt. Lemmon Survey      |
| 408285 | 2013 GK9               | 17 de març de 2004     | Kitt Peak            | Spacewatch             |
| 408286 | 2013 GK11              | 12 d'abril de 2005     | Kitt Peak            | Spacewatch             |
| 408287 | 2013 GR11              | 23 de gener de 2006    | Mount Lemmon         | Mt. Lemmon Survey      |
| 408288 | 2013 GT11              | 6 de maig de 2006      | Mount Lemmon         | Mt. Lemmon Survey      |
| 408289 | 2013 GN12              | 2 d'octubre de 2010    | Kitt Peak            | Spacewatch             |
| 408290 | 2013 GX12              | 27 de desembre de 2006 | Kitt Peak            | Spacewatch             |
| 408291 | 2013 GF13              | 10 d'octubre de 2007   | Mount Lemmon         | Mt. Lemmon Survey      |
| 408292 | 2013 GT14              | 25 de desembre de 2005 | Kitt Peak            | Spacewatch             |
| 408293 | 2013 GV14              | 28 de febrer de 2008   | Mount Lemmon         | Mt. Lemmon Survey      |
| 408294 | 2013 GD15              | 31 de desembre de 2008 | Kitt Peak            | Spacewatch             |
| 408295 | 2013 GP15              | 2 de març de 2009      | Mount Lemmon         | Mt. Lemmon Survey      |
| 408296 | 2013 GY16              | 19 de gener de 2005    | Kitt Peak            | Spacewatch             |
| 408297 | 2013 GE20              | 17 de febrer de 2007   | Mount Lemmon         | Mt. Lemmon Survey      |
| 408298 | 2013 GH20              | 28 de gener de 2007    | Mount Lemmon         | Mt. Lemmon Survey      |
| 408299 | 2013 GP23              | 30 d'octubre de 2007   | Mount Lemmon         | Mt. Lemmon Survey      |
| 408300 | 2013 GH24              | 18 de novembre de 2007 | Kitt Peak            | Spacewatch             |

## 408301-408400
| Nom    | Designació provisional | Data de descobriment   | Lloc de descobriment | Descobridor/s        |
| ------ | ---------------------- | ---------------------- | -------------------- | -------------------- |
| 408301 | 2013 GK24              | 20 d'octubre de 2011   | Kitt Peak            | Spacewatch           |
| 408302 | 2013 GA27              | 12 d'octubre de 2005   | Kitt Peak            | Spacewatch           |
| 408303 | 2013 GO27              | 25 de febrer de 2006   | Mount Lemmon         | Mt. Lemmon Survey    |
| 408304 | 2013 GP28              | 5 de març de 2006      | Kitt Peak            | Spacewatch           |
| 408305 | 2013 GP29              | 19 de gener de 2008    | Mount Lemmon         | Mt. Lemmon Survey    |
| 408306 | 2013 GB30              | 22 d'octubre de 2003   | Kitt Peak            | Spacewatch           |
| 408307 | 2013 GG31              | 13 de març de 2005     | Kitt Peak            | Spacewatch           |
| 408308 | 2013 GF33              | 18 de febrer de 2013   | Mount Lemmon         | Mt. Lemmon Survey    |
| 408309 | 2013 GG33              | 14 de juny de 2005     | Kitt Peak            | Spacewatch           |
| 408310 | 2013 GY36              | 4 de maig de 2009      | Mount Lemmon         | Mt. Lemmon Survey    |
| 408311 | 2013 GN37              | 30 de desembre de 2008 | Kitt Peak            | Spacewatch           |
| 408312 | 2013 GL38              | 24 d'octubre de 2011   | Kitt Peak            | Spacewatch           |
| 408313 | 2013 GU40              | 1 de desembre de 2008  | Mount Lemmon         | Mt. Lemmon Survey    |
| 408314 | 2013 GV40              | 9 de març de 2005      | Mount Lemmon         | Mt. Lemmon Survey    |
| 408315 | 2013 GL42              | 19 d'octubre de 2011   | Kitt Peak            | Spacewatch           |
| 408316 | 2013 GQ43              | 15 de gener de 2004    | Kitt Peak            | Spacewatch           |
| 408317 | 2013 GU43              | 18 de gener de 2012    | Mount Lemmon         | Mt. Lemmon Survey    |
| 408318 | 2013 GG47              | 5 d'abril de 2003      | Kitt Peak            | Spacewatch           |
| 408319 | 2013 GC49              | 10 de febrer de 2002   | Socorro              | LINEAR               |
| 408320 | 2013 GE50              | 19 de novembre de 2006 | Kitt Peak            | Spacewatch           |
| 408321 | 2013 GF50              | 20 de setembre de 1995 | Kitt Peak            | Spacewatch           |
| 408322 | 2013 GR52              | 9 de febrer de 2007    | Kitt Peak            | Spacewatch           |
| 408323 | 2013 GZ52              | 20 d'abril de 1998     | Kitt Peak            | Spacewatch           |
| 408324 | 2013 GA53              | 13 de gener de 2008    | Kitt Peak            | Spacewatch           |
| 408325 | 2013 GF53              | 23 d'octubre de 2001   | Socorro              | LINEAR               |
| 408326 | 2013 GU53              | 2 d'octubre de 2006    | Mount Lemmon         | Mt. Lemmon Survey    |
| 408327 | 2013 GM55              | 4 de març de 2005      | Mount Lemmon         | Mt. Lemmon Survey    |
| 408328 | 2013 GY63              | 19 de novembre de 2008 | Kitt Peak            | Spacewatch           |
| 408329 | 2013 GA67              | 30 d'abril de 2006     | Kitt Peak            | Spacewatch           |
| 408330 | 2013 GE68              | 22 de març de 2004     | Anderson Mesa        | LONEOS               |
| 408331 | 2013 GW71              | 28 de desembre de 2003 | Kitt Peak            | Spacewatch           |
| 408332 | 2013 GO73              | 17 d'abril de 2009     | Kitt Peak            | Spacewatch           |
| 408333 | 2013 GT73              | 14 de desembre de 2010 | Mount Lemmon         | Mt. Lemmon Survey    |
| 408334 | 2013 GN74              | 6 de febrer de 2008    | Catalina             | CSS                  |
| 408335 | 2013 GZ74              | 12 de desembre de 2006 | Kitt Peak            | Spacewatch           |
| 408336 | 2013 GK75              | 26 de febrer de 2009   | Catalina             | CSS                  |
| 408337 | 2013 GZ75              | 16 d'abril de 1999     | Kitt Peak            | Spacewatch           |
| 408338 | 2013 GM77              | 30 de desembre de 2007 | Kitt Peak            | Spacewatch           |
| 408339 | 2013 GH78              | 10 de maig de 1996     | Kitt Peak            | Spacewatch           |
| 408340 | 2013 GO79              | 13 d'abril de 2002     | Kitt Peak            | Spacewatch           |
| 408341 | 2013 GR79              | 12 d'abril de 2008     | Kitt Peak            | Spacewatch           |
| 408342 | 2013 GB81              | 20 de març de 1998     | Kitt Peak            | Spacewatch           |
| 408343 | 2013 GM81              | 20 de setembre de 2011 | Mount Lemmon         | Mt. Lemmon Survey    |
| 408344 | 2013 GN81              | 15 de setembre de 2006 | Kitt Peak            | Spacewatch           |
| 408345 | 2013 GJ82              | 1 d'octubre de 2010    | Mount Lemmon         | Mt. Lemmon Survey    |
| 408346 | 2013 GC83              | 30 d'octubre de 2011   | Kitt Peak            | Spacewatch           |
| 408347 | 2013 GK83              | 14 d'octubre de 2010   | Mount Lemmon         | Mt. Lemmon Survey    |
| 408348 | 2013 GL83              | 30 de gener de 2008    | Kitt Peak            | Spacewatch           |
| 408349 | 2013 GS83              | 3 de març de 2005      | Catalina             | CSS                  |
| 408350 | 2013 GS84              | 25 d'abril de 2003     | Kitt Peak            | Spacewatch           |
| 408351 | 2013 GU84              | 31 de març de 2013     | Mount Lemmon         | Mt. Lemmon Survey    |
| 408352 | 2013 GD85              | 2 de juliol de 2003    | Socorro              | LINEAR               |
| 408353 | 2013 GM86              | 14 de març de 2004     | Kitt Peak            | Spacewatch           |
| 408354 | 2013 GC87              | 31 de març de 2008     | Catalina             | CSS                  |
| 408355 | 2013 GX88              | 3 d'abril de 2003      | Anderson Mesa        | LONEOS               |
| 408356 | 2013 GE89              | 10 d'octubre de 2007   | Kitt Peak            | Spacewatch           |
| 408357 | 2013 GS89              | 26 de desembre de 2005 | Kitt Peak            | Spacewatch           |
| 408358 | 2013 GU89              | 26 de juny de 2006     | Siding Spring        | Siding Spring Survey |
| 408359 | 2013 GO90              | 20 de gener de 2008    | Mount Lemmon         | Mt. Lemmon Survey    |
| 408360 | 2013 GT90              | 1 d'octubre de 2009    | Mount Lemmon         | Mt. Lemmon Survey    |
| 408361 | 2013 GF91              | 15 d'octubre de 2009   | Mount Lemmon         | Mt. Lemmon Survey    |
| 408362 | 2013 GG91              | 11 de gener de 2008    | Kitt Peak            | Spacewatch           |
| 408363 | 2013 GS91              | 4 de setembre de 2010  | Mount Lemmon         | Mt. Lemmon Survey    |
| 408364 | 2013 GW91              | 18 de setembre de 2010 | Mount Lemmon         | Mt. Lemmon Survey    |
| 408365 | 2013 GX91              | 15 de gener de 1999    | Kitt Peak            | Spacewatch           |
| 408366 | 2013 GZ91              | 10 de setembre de 2010 | Kitt Peak            | Spacewatch           |
| 408367 | 2013 GM93              | 9 de gener de 2006     | Kitt Peak            | Spacewatch           |
| 408368 | 2013 GN94              | 19 de setembre de 2010 | Kitt Peak            | Spacewatch           |
| 408369 | 2013 GP94              | 20 de febrer de 2009   | Kitt Peak            | Spacewatch           |
| 408370 | 2013 GS94              | 1 de gener de 2009     | Kitt Peak            | Spacewatch           |
| 408371 | 2013 GF95              | 13 d'abril de 1996     | Kitt Peak            | Spacewatch           |
| 408372 | 2013 GH95              | 17 d'octubre de 2010   | Mount Lemmon         | Mt. Lemmon Survey    |
| 408373 | 2013 GQ95              | 17 de setembre de 2009 | Mount Lemmon         | Mt. Lemmon Survey    |
| 408374 | 2013 GW95              | 18 d'abril de 2009     | Kitt Peak            | Spacewatch           |
| 408375 | 2013 GZ95              | 11 de maig de 2004     | Anderson Mesa        | LONEOS               |
| 408376 | 2013 GG96              | 24 de setembre de 2007 | Kitt Peak            | Spacewatch           |
| 408377 | 2013 GU96              | 31 de maig de 2000     | Kitt Peak            | Spacewatch           |
| 408378 | 2013 GB98              | 14 d'abril de 2004     | Kitt Peak            | Spacewatch           |
| 408379 | 2013 GC98              | 17 d'octubre de 2006   | Catalina             | CSS                  |
| 408380 | 2013 GP98              | 18 d'abril de 1996     | Kitt Peak            | Spacewatch           |
| 408381 | 2013 GP99              | 26 de gener de 2012    | Mount Lemmon         | Mt. Lemmon Survey    |
| 408382 | 2013 GU99              | 10 d'abril de 2005     | Mount Lemmon         | Mt. Lemmon Survey    |
| 408383 | 2013 GG100             | 23 de setembre de 2009 | Mount Lemmon         | Mt. Lemmon Survey    |
| 408384 | 2013 GH101             | 11 d'octubre de 1994   | Kitt Peak            | Spacewatch           |
| 408385 | 2013 GJ101             | 22 de març de 2001     | Kitt Peak            | Spacewatch           |
| 408386 | 2013 GQ102             | 7 de febrer de 2008    | Mount Lemmon         | Mt. Lemmon Survey    |
| 408387 | 2013 GF103             | 6 de febrer de 2006    | Mount Lemmon         | Mt. Lemmon Survey    |
| 408388 | 2013 GC104             | 23 de març de 2006     | Kitt Peak            | Spacewatch           |
| 408389 | 2013 GK105             | 22 de desembre de 2003 | Kitt Peak            | Spacewatch           |
| 408390 | 2013 GX105             | 10 de setembre de 2007 | Kitt Peak            | Spacewatch           |
| 408391 | 2013 GM106             | 26 d'octubre de 2008   | Kitt Peak            | Spacewatch           |
| 408392 | 2013 GX108             | 25 de setembre de 2006 | Kitt Peak            | Spacewatch           |
| 408393 | 2013 GG109             | 17 de desembre de 2001 | Socorro              | LINEAR               |
| 408394 | 2013 GQ109             | 8 de juny de 2005      | Siding Spring        | Siding Spring Survey |
| 408395 | 2013 GE111             | 30 d'abril de 2008     | Mount Lemmon         | Mt. Lemmon Survey    |
| 408396 | 2013 GL111             | 16 de setembre de 2009 | Catalina             | CSS                  |
| 408397 | 2013 GU111             | 4 de desembre de 2007  | Mount Lemmon         | Mt. Lemmon Survey    |
| 408398 | 2013 GV111             | 11 de desembre de 2004 | Kitt Peak            | Spacewatch           |
| 408399 | 2013 GY111             | 16 de desembre de 2007 | Mount Lemmon         | Mt. Lemmon Survey    |
| 408400 | 2013 GZ111             | 18 de novembre de 2011 | Kitt Peak            | Spacewatch           |

## 408401-408500
| Nom    | Designació provisional | Data de descobriment   | Lloc de descobriment | Descobridor/s     |
| ------ | ---------------------- | ---------------------- | -------------------- | ----------------- |
| 408401 | 2013 GC112             | 14 d'abril de 2004     | Anderson Mesa        | LONEOS            |
| 408402 | 2013 GE112             | 9 d'octubre de 2007    | Mount Lemmon         | Mt. Lemmon Survey |
| 408403 | 2013 GE113             | 17 de setembre de 2006 | Kitt Peak            | Spacewatch        |
| 408404 | 2013 GF113             | 28 de gener de 2007    | Mount Lemmon         | Mt. Lemmon Survey |
| 408405 | 2013 GS113             | 13 d'abril de 2004     | Kitt Peak            | Spacewatch        |
| 408406 | 2013 GT113             | 31 de desembre de 2008 | Catalina             | CSS               |
| 408407 | 2013 GR122             | 6 d'abril de 2008      | Kitt Peak            | Spacewatch        |
| 408408 | 2013 GB123             | 17 d'abril de 2005     | Kitt Peak            | Spacewatch        |
| 408409 | 2013 GS123             | 20 de febrer de 2006   | Mount Lemmon         | Mt. Lemmon Survey |
| 408410 | 2013 GY124             | 17 d'abril de 2005     | Kitt Peak            | Spacewatch        |
| 408411 | 2013 GH127             | 9 de febrer de 2008    | Kitt Peak            | Spacewatch        |
| 408412 | 2013 GO127             | 26 d'octubre de 2009   | Kitt Peak            | Spacewatch        |
| 408413 | 2013 GT127             | 15 de juny de 2005     | Kitt Peak            | Spacewatch        |
| 408414 | 2013 GA130             | 19 de gener de 2008    | Kitt Peak            | Spacewatch        |
| 408415 | 2013 GG134             | 28 de febrer de 2008   | Mount Lemmon         | Mt. Lemmon Survey |
| 408416 | 2013 GP134             | 11 d'abril de 2008     | Kitt Peak            | Spacewatch        |
| 408417 | 2013 GA135             | 28 d'octubre de 2011   | Mount Lemmon         | Mt. Lemmon Survey |
| 408418 | 2013 GB135             | 8 d'octubre de 2007    | Mount Lemmon         | Mt. Lemmon Survey |
| 408419 | 2013 HG                | 28 de setembre de 2000 | Anderson Mesa        | LONEOS            |
| 408420 | 2013 HX                | 22 de novembre de 2005 | Kitt Peak            | Spacewatch        |
| 408421 | 2013 HA1               | 16 d'octubre de 2009   | Mount Lemmon         | Mt. Lemmon Survey |
| 408422 | 2013 HQ1               | 25 de maig de 2006     | Mount Lemmon         | Mt. Lemmon Survey |
| 408423 | 2013 HV1               | 26 de novembre de 2003 | Kitt Peak            | Spacewatch        |
| 408424 | 2013 HE2               | 28 d'octubre de 2010   | Mount Lemmon         | Mt. Lemmon Survey |
| 408425 | 2013 HX2               | 4 de gener de 2012     | Mount Lemmon         | Mt. Lemmon Survey |
| 408426 | 2013 HX3               | 1 de novembre de 2011  | Mount Lemmon         | Mt. Lemmon Survey |
| 408427 | 2013 HD6               | 26 de març de 2007     | Mount Lemmon         | Mt. Lemmon Survey |
| 408428 | 2013 HO6               | 15 de març de 2008     | Mount Lemmon         | Mt. Lemmon Survey |
| 408429 | 2013 HO8               | 16 de maig de 2009     | Mount Lemmon         | Mt. Lemmon Survey |
| 408430 | 2013 HS9               | 1 de novembre de 2005  | Catalina             | CSS               |
| 408431 | 2013 HH14              | 9 d'octubre de 2002    | Kitt Peak            | Spacewatch        |
| 408432 | 2013 HK14              | 13 de setembre de 2007 | Kitt Peak            | Spacewatch        |
| 408433 | 2013 HL14              | 19 de febrer de 2012   | Kitt Peak            | Spacewatch        |
| 408434 | 2013 HO14              | 30 de novembre de 2011 | Catalina             | CSS               |
| 408435 | 2013 HR14              | 22 d'octubre de 2005   | Kitt Peak            | Spacewatch        |
| 408436 | 2013 HJ15              | 17 de desembre de 2007 | Mount Lemmon         | Mt. Lemmon Survey |
| 408437 | 2013 HV15              | 18 de juny de 2005     | Mount Lemmon         | Mt. Lemmon Survey |
| 408438 | 2013 HX15              | 27 de desembre de 2003 | Kitt Peak            | Spacewatch        |
| 408439 | 2013 HA16              | 17 de novembre de 2006 | Kitt Peak            | Spacewatch        |
| 408440 | 2013 HN21              | 14 de maig de 2008     | Mount Lemmon         | Mt. Lemmon Survey |
| 408441 | 2013 HP21              | 11 de febrer de 2008   | Kitt Peak            | Spacewatch        |
| 408442 | 2013 HV21              | 21 de març de 2004     | Kitt Peak            | Spacewatch        |
| 408443 | 2013 HQ22              | 17 de setembre de 2006 | Kitt Peak            | Spacewatch        |
| 408444 | 2013 HZ22              | 11 d'abril de 2007     | Catalina             | CSS               |
| 408445 | 2013 HK23              | 27 de setembre de 2011 | Mount Lemmon         | Mt. Lemmon Survey |
| 408446 | 2013 HL23              | 29 de desembre de 2003 | Anderson Mesa        | LONEOS            |
| 408447 | 2013 HN23              | 18 de novembre de 2007 | Mount Lemmon         | Mt. Lemmon Survey |
| 408448 | 2013 HK24              | 30 de novembre de 2003 | Kitt Peak            | Spacewatch        |
| 408449 | 2013 HR25              | 22 d'abril de 2009     | Kitt Peak            | Spacewatch        |
| 408450 | 2013 HG26              | 30 d'abril de 2006     | Kitt Peak            | Spacewatch        |
| 408451 | 2013 HT26              | 16 de febrer de 2007   | Catalina             | CSS               |
| 408452 | 2013 HX26              | 16 de gener de 2011    | Mount Lemmon         | Mt. Lemmon Survey |
| 408453 | 2013 HO27              | 18 de novembre de 2007 | Mount Lemmon         | Mt. Lemmon Survey |
| 408454 | 2013 HL28              | 18 de gener de 2012    | Mount Lemmon         | Mt. Lemmon Survey |
| 408455 | 2013 HF34              | 27 de setembre de 2010 | Kitt Peak            | Spacewatch        |
| 408456 | 2013 HQ37              | 14 de setembre de 2007 | Mount Lemmon         | Mt. Lemmon Survey |
| 408457 | 2013 HT41              | 9 de març de 2008      | Mount Lemmon         | Mt. Lemmon Survey |
| 408458 | 2013 HC47              | 30 de gener de 2012    | Mount Lemmon         | Mt. Lemmon Survey |
| 408459 | 2013 HR52              | 20 de gener de 2009    | Mount Lemmon         | Mt. Lemmon Survey |
| 408460 | 2013 HB54              | 9 de març de 2007      | Mount Lemmon         | Mt. Lemmon Survey |
| 408461 | 2013 HC56              | 29 d'abril de 2009     | Mount Lemmon         | Mt. Lemmon Survey |
| 408462 | 2013 HE56              | 13 de març de 2008     | Mount Lemmon         | Mt. Lemmon Survey |
| 408463 | 2013 HR59              | 16 de setembre de 2010 | Mount Lemmon         | Mt. Lemmon Survey |
| 408464 | 2013 HW60              | 1 de gener de 2009     | Kitt Peak            | Spacewatch        |
| 408465 | 2013 HP62              | 9 de febrer de 2008    | Kitt Peak            | Spacewatch        |
| 408466 | 2013 HE64              | 22 d'octubre de 2011   | Kitt Peak            | Spacewatch        |
| 408467 | 2013 HR65              | 10 de setembre de 2007 | Mount Lemmon         | Mt. Lemmon Survey |
| 408468 | 2013 HU68              | 7 d'abril de 1999      | Kitt Peak            | Spacewatch        |
| 408469 | 2013 HH71              | 28 de març de 2008     | Mount Lemmon         | Mt. Lemmon Survey |
| 408470 | 2013 HG76              | 25 de setembre de 2006 | Kitt Peak            | Spacewatch        |
| 408471 | 2013 HG79              | 7 de setembre de 2004  | Kitt Peak            | Spacewatch        |
| 408472 | 2013 HY80              | 29 de setembre de 2005 | Mount Lemmon         | Mt. Lemmon Survey |
| 408473 | 2013 HP82              | 7 de setembre de 2001  | Socorro              | LINEAR            |
| 408474 | 2013 HY87              | 29 d'octubre de 2010   | Mount Lemmon         | Mt. Lemmon Survey |
| 408475 | 2013 HP92              | 4 d'abril de 2008      | Kitt Peak            | Spacewatch        |
| 408476 | 2013 HC93              | 20 de febrer de 2009   | Kitt Peak            | Spacewatch        |
| 408477 | 2013 HM99              | 18 de setembre de 2010 | Mount Lemmon         | Mt. Lemmon Survey |
| 408478 | 2013 HW102             | 10 de febrer de 2008   | Kitt Peak            | Spacewatch        |
| 408479 | 2013 HU105             | 19 de novembre de 2003 | Kitt Peak            | Spacewatch        |
| 408480 | 2013 HX115             | 16 de setembre de 2009 | Mount Lemmon         | Mt. Lemmon Survey |
| 408481 | 2013 HQ117             | 27 d'octubre de 2011   | Mount Lemmon         | Mt. Lemmon Survey |
| 408482 | 2013 HO121             | 10 de febrer de 2008   | Kitt Peak            | Spacewatch        |
| 408483 | 2013 HF138             | 7 d'agost de 2010      | WISE                 | WISE              |
| 408484 | 2013 HW142             | 11 de març de 2005     | Mount Lemmon         | Mt. Lemmon Survey |
| 408485 | 2013 JS5               | 16 de setembre de 2009 | Kitt Peak            | Spacewatch        |
| 408486 | 2013 JN6               | 19 de novembre de 2008 | Mount Lemmon         | Mt. Lemmon Survey |
| 408487 | 2013 JP8               | 4 de març de 2008      | Kitt Peak            | Spacewatch        |
| 408488 | 2013 JY8               | 15 de març de 2008     | Kitt Peak            | Spacewatch        |
| 408489 | 2013 JC9               | 31 de gener de 2006    | Mount Lemmon         | Mt. Lemmon Survey |
| 408490 | 2013 JG9               | 17 de novembre de 2006 | Mount Lemmon         | Mt. Lemmon Survey |
| 408491 | 2013 JV10              | 12 d'abril de 2005     | Kitt Peak            | Spacewatch        |
| 408492 | 2013 JG11              | 28 de febrer de 2008   | Mount Lemmon         | Mt. Lemmon Survey |
| 408493 | 2013 JW13              | 4 de març de 2008      | Mount Lemmon         | Mt. Lemmon Survey |
| 408494 | 2013 JR15              | 6 de novembre de 2005  | Kitt Peak            | Spacewatch        |
| 408495 | 2013 JA19              | 25 de desembre de 2005 | Kitt Peak            | Spacewatch        |
| 408496 | 2013 JK19              | 10 de maig de 2002     | Kitt Peak            | Spacewatch        |
| 408497 | 2013 JV20              | 12 de març de 2007     | Mount Lemmon         | Mt. Lemmon Survey |
| 408498 | 2013 JE21              | 21 d'octubre de 2003   | Anderson Mesa        | LONEOS            |
| 408499 | 2013 JP21              | 2 de gener de 2012     | Kitt Peak            | Spacewatch        |
| 408500 | 2013 JV21              | 5 de març de 2008      | Mount Lemmon         | Mt. Lemmon Survey |

## 408501-408600
| Nom    | Designació provisional | Data de descobriment   | Lloc de descobriment | Descobridor/s        |
| ------ | ---------------------- | ---------------------- | -------------------- | -------------------- |
| 408501 | 2013 JO24              | 11 de març de 2007     | Kitt Peak            | Spacewatch           |
| 408502 | 2013 JP24              | 6 d'octubre de 1999    | Kitt Peak            | Spacewatch           |
| 408503 | 2013 JT24              | 3 de març de 2000      | Socorro              | LINEAR               |
| 408504 | 2013 JM25              | 23 de novembre de 2006 | Mount Lemmon         | Mt. Lemmon Survey    |
| 408505 | 2013 JZ25              | 9 de març de 2007      | Kitt Peak            | Spacewatch           |
| 408506 | 2013 JJ26              | 2 de febrer de 2006    | Mount Lemmon         | Mt. Lemmon Survey    |
| 408507 | 2013 JK27              | 15 de març de 2004     | Kitt Peak            | Spacewatch           |
| 408508 | 2013 JA28              | 19 d'agost de 2009     | Kitt Peak            | Spacewatch           |
| 408509 | 2013 JW30              | 27 de febrer de 2006   | Kitt Peak            | Spacewatch           |
| 408510 | 2013 JO31              | 25 de març de 2000     | Kitt Peak            | Spacewatch           |
| 408511 | 2013 JS32              | 20 de desembre de 2004 | Mount Lemmon         | Mt. Lemmon Survey    |
| 408512 | 2013 JT32              | 2 de juliol de 2008    | Kitt Peak            | Spacewatch           |
| 408513 | 2013 JO36              | 23 de febrer de 2007   | Mount Lemmon         | Mt. Lemmon Survey    |
| 408514 | 2013 JT36              | 20 de març de 2007     | Mount Lemmon         | Mt. Lemmon Survey    |
| 408515 | 2013 JY36              | 16 d'abril de 2007     | Catalina             | CSS                  |
| 408516 | 2013 JF37              | 18 de juny de 2005     | Mount Lemmon         | Mt. Lemmon Survey    |
| 408517 | 2013 JK37              | 30 d'abril de 2008     | Mount Lemmon         | Mt. Lemmon Survey    |
| 408518 | 2013 JZ37              | 27 de gener de 2010    | WISE                 | WISE                 |
| 408519 | 2013 JB38              | 5 de març de 2006      | Mount Lemmon         | Mt. Lemmon Survey    |
| 408520 | 2013 JC38              | 17 de novembre de 2006 | Mount Lemmon         | Mt. Lemmon Survey    |
| 408521 | 2013 JB39              | 26 de desembre de 2011 | Kitt Peak            | Spacewatch           |
| 408522 | 2013 JQ39              | 30 de setembre de 2005 | Mount Lemmon         | Mt. Lemmon Survey    |
| 408523 | 2013 JK40              | 13 d'abril de 2008     | Mount Lemmon         | Mt. Lemmon Survey    |
| 408524 | 2013 JS41              | 31 de gener de 1995    | Kitt Peak            | Spacewatch           |
| 408525 | 2013 JR43              | 12 de març de 2007     | Kitt Peak            | Spacewatch           |
| 408526 | 2013 JV43              | 29 d'agost de 2005     | Kitt Peak            | Spacewatch           |
| 408527 | 2013 JZ43              | 17 de setembre de 2006 | Kitt Peak            | Spacewatch           |
| 408528 | 2013 JP46              | 12 de setembre de 2004 | Kitt Peak            | Spacewatch           |
| 408529 | 2013 JB47              | 22 de setembre de 2009 | Kitt Peak            | Spacewatch           |
| 408530 | 2013 JP47              | 13 de març de 2007     | Mount Lemmon         | Mt. Lemmon Survey    |
| 408531 | 2013 JB48              | 9 de març de 2002      | Kitt Peak            | Spacewatch           |
| 408532 | 2013 JF48              | 6 de novembre de 2010  | Catalina             | CSS                  |
| 408533 | 2013 JR48              | 30 de setembre de 2010 | Mount Lemmon         | Mt. Lemmon Survey    |
| 408534 | 2013 JD51              | 28 de juliol de 2008   | Siding Spring        | Siding Spring Survey |
| 408535 | 2013 JR51              | 25 d'abril de 2006     | Kitt Peak            | Spacewatch           |
| 408536 | 2013 JN52              | 11 de març de 2003     | Kitt Peak            | Spacewatch           |
| 408537 | 2013 JX53              | 21 d'agost de 2006     | Kitt Peak            | Spacewatch           |
| 408538 | 2013 JY53              | 17 de juliol de 2009   | Siding Spring        | Siding Spring Survey |
| 408539 | 2013 JO54              | 20 d'abril de 2004     | Kitt Peak            | Spacewatch           |
| 408540 | 2013 JT54              | 13 de febrer de 2007   | Mount Lemmon         | Mt. Lemmon Survey    |
| 408541 | 2013 JE55              | 4 de setembre de 2008  | Kitt Peak            | Spacewatch           |
| 408542 | 2013 JL55              | 10 d'abril de 2002     | Socorro              | LINEAR               |
| 408543 | 2013 JH60              | 15 de gener de 2005    | Socorro              | LINEAR               |
| 408544 | 2013 JJ60              | 13 de març de 2007     | Kitt Peak            | Spacewatch           |
| 408545 | 2013 JT60              | 26 de setembre de 2006 | Kitt Peak            | Spacewatch           |
| 408546 | 2013 JN61              | 17 de novembre de 1999 | Kitt Peak            | Spacewatch           |
| 408547 | 2013 JX61              | 18 d'octubre de 1998   | Kitt Peak            | Spacewatch           |
| 408548 | 2013 KQ3               | 26 de setembre de 2006 | Mount Lemmon         | Mt. Lemmon Survey    |
| 408549 | 2013 KM5               | 11 de març de 2005     | Kitt Peak            | Spacewatch           |
| 408550 | 2013 KW5               | 20 de novembre de 2004 | Kitt Peak            | Spacewatch           |
| 408551 | 2013 KG8               | 8 de març de 2008      | Catalina             | CSS                  |
| 408552 | 2013 KH8               | 22 de desembre de 2000 | Kitt Peak            | Spacewatch           |
| 408553 | 2013 KM8               | 8 d'abril de 2002      | Kitt Peak            | Spacewatch           |
| 408554 | 2013 KR9               | 23 d'octubre de 2005   | Kitt Peak            | Spacewatch           |
| 408555 | 2013 KK10              | 16 de març de 2007     | Kitt Peak            | Spacewatch           |
| 408556 | 2013 KB11              | 16 de novembre de 2006 | Kitt Peak            | Spacewatch           |
| 408557 | 2013 KQ11              | 12 d'abril de 2002     | Kitt Peak            | Spacewatch           |
| 408558 | 2013 KP12              | 29 de desembre de 2011 | Mount Lemmon         | Mt. Lemmon Survey    |
| 408559 | 2013 KT12              | 21 d'agost de 2006     | Kitt Peak            | Spacewatch           |
| 408560 | 2013 KA14              | 8 de maig de 2008      | Mount Lemmon         | Mt. Lemmon Survey    |
| 408561 | 2013 KC14              | 16 de desembre de 1999 | Kitt Peak            | Spacewatch           |
| 408562 | 2013 KJ14              | 31 d'octubre de 1999   | Kitt Peak            | Spacewatch           |
| 408563 | 2013 KD15              | 20 d'abril de 2007     | Kitt Peak            | Spacewatch           |
| 408564 | 2013 KJ17              | 7 de gener de 2006     | Kitt Peak            | Spacewatch           |
| 408565 | 2013 KQ18              | 30 de desembre de 2005 | Kitt Peak            | Spacewatch           |
| 408566 | 2013 LR1               | 19 de maig de 2006     | Mount Lemmon         | Mt. Lemmon Survey    |
| 408567 | 2013 LL3               | 16 d'agost de 2009     | Kitt Peak            | Spacewatch           |
| 408568 | 2013 LL4               | 28 d'abril de 2000     | Anderson Mesa        | LONEOS               |
| 408569 | 2013 LG5               | 20 de novembre de 2006 | Kitt Peak            | Spacewatch           |
| 408570 | 2013 LO5               | 3 de juliol de 1997    | Kitt Peak            | Spacewatch           |
| 408571 | 2013 LP5               | 12 de desembre de 2006 | Mount Lemmon         | Mt. Lemmon Survey    |
| 408572 | 2013 LU5               | 10 de novembre de 2004 | Kitt Peak            | Spacewatch           |
| 408573 | 2013 LH6               | 8 de juny de 2005      | Kitt Peak            | Spacewatch           |
| 408574 | 2013 LA7               | 22 de gener de 2010    | WISE                 | WISE                 |
| 408575 | 2013 LG8               | 4 de novembre de 2004  | Kitt Peak            | Spacewatch           |
| 408576 | 2013 LK11              | 14 d'abril de 2008     | Kitt Peak            | Spacewatch           |
| 408577 | 2013 LU11              | 17 de febrer de 2007   | Mount Lemmon         | Mt. Lemmon Survey    |
| 408578 | 2013 LK13              | 14 de setembre de 2005 | Kitt Peak            | Spacewatch           |
| 408579 | 2013 LR16              | 4 de novembre de 2004  | Kitt Peak            | Spacewatch           |
| 408580 | 2013 LN18              | 12 de febrer de 2008   | Mount Lemmon         | Mt. Lemmon Survey    |
| 408581 | 2013 LR18              | 16 de setembre de 2004 | Kitt Peak            | Spacewatch           |
| 408582 | 2013 LB19              | 13 de març de 2008     | Kitt Peak            | Spacewatch           |
| 408583 | 2013 LT20              | 22 d'abril de 2007     | Catalina             | CSS                  |
| 408584 | 2013 LK22              | 17 de setembre de 2010 | Kitt Peak            | Spacewatch           |
| 408585 | 2013 LW22              | 1 d'octubre de 2005    | Kitt Peak            | Spacewatch           |
| 408586 | 2013 LL23              | 17 de febrer de 2001   | Kitt Peak            | Spacewatch           |
| 408587 | 2013 LV24              | 19 de febrer de 2012   | Kitt Peak            | Spacewatch           |
| 408588 | 2013 LZ24              | 23 de març de 2012     | Mount Lemmon         | Mt. Lemmon Survey    |
| 408589 | 2013 LZ25              | 31 de maig de 2008     | Mount Lemmon         | Mt. Lemmon Survey    |
| 408590 | 2013 LP26              | 10 de març de 2007     | Mount Lemmon         | Mt. Lemmon Survey    |
| 408591 | 2013 LA32              | 10 de desembre de 2010 | Mount Lemmon         | Mt. Lemmon Survey    |
| 408592 | 2013 LE32              | 16 d'abril de 2007     | Catalina             | CSS                  |
| 408593 | 2013 LG32              | 7 de desembre de 2005  | Kitt Peak            | Spacewatch           |
| 408594 | 2013 LJ32              | 15 d'abril de 2007     | Kitt Peak            | Spacewatch           |
| 408595 | 2013 LP33              | 26 de novembre de 2011 | Mount Lemmon         | Mt. Lemmon Survey    |
| 408596 | 2013 LG34              | 12 de setembre de 2010 | Kitt Peak            | Spacewatch           |
| 408597 | 2013 LB35              | 29 de setembre de 2009 | Mount Lemmon         | Mt. Lemmon Survey    |
| 408598 | 2013 MB2               | 6 de novembre de 2005  | Kitt Peak            | Spacewatch           |
| 408599 | 2013 MJ2               | 2 de desembre de 2010  | Mount Lemmon         | Mt. Lemmon Survey    |
| 408600 | 2013 ME6               | 21 de febrer de 2007   | Kitt Peak            | Spacewatch           |

## 408601-408700
| Nom    | Designació provisional | Data de descobriment   | Lloc de descobriment | Descobridor/s        |
| ------ | ---------------------- | ---------------------- | -------------------- | -------------------- |
| 408601 | 2013 MV11              | 27 de març de 1995     | Kitt Peak            | Spacewatch           |
| 408602 | 2013 NN1               | 20 de setembre de 2006 | Catalina             | CSS                  |
| 408603 | 2013 OC7               | 1 d'octubre de 2005    | Kitt Peak            | Spacewatch           |
| 408604 | 2013 OG10              | 21 d'agost de 2008     | Kitt Peak            | Spacewatch           |
| 408605 | 2013 QB19              | 15 de febrer de 1994   | Kitt Peak            | Spacewatch           |
| 408606 | 2013 QY25              | 8 de gener de 2006     | Kitt Peak            | Spacewatch           |
| 408607 | 2013 QF26              | 10 de febrer de 2010   | Kitt Peak            | Spacewatch           |
| 408608 | 2013 QK49              | 25 de març de 2006     | Mount Lemmon         | Mt. Lemmon Survey    |
| 408609 | 2013 RA73              | 26 de març de 2007     | Mount Lemmon         | Mt. Lemmon Survey    |
| 408610 | 2013 TA40              | 13 de març de 2005     | Kitt Peak            | Spacewatch           |
| 408611 | 2013 YO16              | 6 d'octubre de 2008    | Mount Lemmon         | Mt. Lemmon Survey    |
| 408612 | 2014 FE30              | 12 de març de 2010     | Catalina             | CSS                  |
| 408613 | 2014 GT16              | 11 de març de 2011     | Mount Lemmon         | Mt. Lemmon Survey    |
| 408614 | 2014 HM164             | 5 de maig de 2003      | Kitt Peak            | Spacewatch           |
| 408615 | 2014 KJ16              | 14 d'octubre de 1998   | Kitt Peak            | Spacewatch           |
| 408616 | 2014 KT33              | 14 d'abril de 2005     | Catalina             | CSS                  |
| 408617 | 2014 KQ34              | 23 de novembre de 2006 | Mount Lemmon         | Mt. Lemmon Survey    |
| 408618 | 2014 KT42              | 20 d'octubre de 2007   | Mount Lemmon         | Mt. Lemmon Survey    |
| 408619 | 2014 KK53              | 25 d'octubre de 2005   | Kitt Peak            | Spacewatch           |
| 408620 | 2014 KB56              | 6 d'abril de 2005      | Mount Lemmon         | Mt. Lemmon Survey    |
| 408621 | 2014 KN57              | 25 d'abril de 2007     | Kitt Peak            | Spacewatch           |
| 408622 | 2014 KQ65              | 22 d'octubre de 2005   | Kitt Peak            | Spacewatch           |
| 408623 | 2014 KO70              | 13 de gener de 2008    | Mount Lemmon         | Mt. Lemmon Survey    |
| 408624 | 2014 KS71              | 11 de juliol de 2004   | Socorro              | LINEAR               |
| 408625 | 2014 KN74              | 25 d'octubre de 2005   | Kitt Peak            | Spacewatch           |
| 408626 | 2014 KP89              | 16 de gener de 2009    | Kitt Peak            | Spacewatch           |
| 408627 | 2014 KO93              | 30 de març de 2008     | Kitt Peak            | Spacewatch           |
| 408628 | 2014 KO94              | 14 d'abril de 2008     | Mount Lemmon         | Mt. Lemmon Survey    |
| 408629 | 2014 KM99              | 4 de desembre de 2008  | Mount Lemmon         | Mt. Lemmon Survey    |
| 408630 | 2014 LC11              | 16 de setembre de 2001 | Socorro              | LINEAR               |
| 408631 | 2014 LD11              | 9 de gener de 2006     | Kitt Peak            | Spacewatch           |
| 408632 | 2014 LE12              | 20 de juliol de 2001   | Anderson Mesa        | LONEOS               |
| 408633 | 2014 LF13              | 11 d'abril de 2005     | Kitt Peak            | Spacewatch           |
| 408634 | 2014 LO16              | 28 de gener de 2007    | Mount Lemmon         | Mt. Lemmon Survey    |
| 408635 | 2014 LQ17              | 8 de febrer de 2007    | Kitt Peak            | Spacewatch           |
| 408636 | 2014 LL19              | 16 de març de 2010     | Kitt Peak            | Spacewatch           |
| 408637 | 2014 LO25              | 27 de setembre de 2006 | Catalina             | CSS                  |
| 408638 | 2014 MJ1               | 3 d'octubre de 2006    | Mount Lemmon         | Mt. Lemmon Survey    |
| 408639 | 2014 MC4               | 15 de desembre de 2001 | Socorro              | LINEAR               |
| 408640 | 2014 MM4               | 8 de març de 2008      | Mount Lemmon         | Mt. Lemmon Survey    |
| 408641 | 2014 MX7               | 7 d'abril de 2005      | Kitt Peak            | Spacewatch           |
| 408642 | 2014 MT9               | 3 de juliol de 2010    | WISE                 | WISE                 |
| 408643 | 2014 MR10              | 11 de gener de 2008    | Mount Lemmon         | Mt. Lemmon Survey    |
| 408644 | 2014 MS13              | 10 de gener de 2008    | Mount Lemmon         | Mt. Lemmon Survey    |
| 408645 | 2014 MV13              | 1 de setembre de 2005  | Kitt Peak            | Spacewatch           |
| 408646 | 2014 MB14              | 28 de gener de 2007    | Mount Lemmon         | Mt. Lemmon Survey    |
| 408647 | 2014 MG14              | 25 de febrer de 2006   | Kitt Peak            | Spacewatch           |
| 408648 | 2014 MA15              | 21 d'agost de 2003     | Campo Imperatore     | CINEOS               |
| 408649 | 2014 MB15              | 21 d'octubre de 2011   | Mount Lemmon         | Mt. Lemmon Survey    |
| 408650 | 2014 MC15              | 16 de setembre de 2009 | Catalina             | CSS                  |
| 408651 | 2014 MN15              | 9 de maig de 2005      | Kitt Peak            | Spacewatch           |
| 408652 | 2014 MO15              | 8 de novembre de 2008  | Kitt Peak            | Spacewatch           |
| 408653 | 2014 MQ15              | 11 de març de 2008     | Kitt Peak            | Spacewatch           |
| 408654 | 2014 MX19              | 7 de novembre de 2008  | Mount Lemmon         | Mt. Lemmon Survey    |
| 408655 | 2014 MD20              | 20 de juny de 2007     | Kitt Peak            | Spacewatch           |
| 408656 | 2014 ML20              | 21 de juliol de 2004   | Siding Spring        | Siding Spring Survey |
| 408657 | 2014 MO20              | 17 de febrer de 2010   | Kitt Peak            | Spacewatch           |
| 408658 | 2014 MV20              | 24 de desembre de 2005 | Kitt Peak            | Spacewatch           |
| 408659 | 2014 ME24              | 4 de maig de 2009      | Mount Lemmon         | Mt. Lemmon Survey    |
| 408660 | 2014 MJ24              | 18 de juny de 2006     | Kitt Peak            | Spacewatch           |
| 408661 | 2014 MS24              | 2 de febrer de 2006    | Mount Lemmon         | Mt. Lemmon Survey    |
| 408662 | 2014 MG25              | 14 d'abril de 2008     | Kitt Peak            | Spacewatch           |
| 408663 | 2014 MS25              | 7 de juliol de 2010    | Kitt Peak            | Spacewatch           |
| 408664 | 2014 MC26              | 5 de juliol de 2005    | Kitt Peak            | Spacewatch           |
| 408665 | 2014 MF28              | 1 de maig de 2009      | Mount Lemmon         | Mt. Lemmon Survey    |
| 408666 | 2014 MT28              | 20 de juliol de 2009   | Siding Spring        | Siding Spring Survey |
| 408667 | 2014 MU30              | 9 d'abril de 2010      | Kitt Peak            | Spacewatch           |
| 408668 | 2014 MM31              | 30 de març de 2009     | Mount Lemmon         | Mt. Lemmon Survey    |
| 408669 | 2014 MX31              | 29 de desembre de 2005 | Mount Lemmon         | Mt. Lemmon Survey    |
| 408670 | 2014 MA37              | 31 de desembre de 2007 | Mount Lemmon         | Mt. Lemmon Survey    |
| 408671 | 2014 MB37              | 19 de setembre de 2006 | Catalina             | CSS                  |
| 408672 | 2014 MN37              | 21 de desembre de 2008 | Mount Lemmon         | Mt. Lemmon Survey    |
| 408673 | 2014 MB38              | 10 de març de 2008     | Mount Lemmon         | Mt. Lemmon Survey    |
| 408674 | 2014 MC38              | 29 de maig de 2008     | Kitt Peak            | Spacewatch           |
| 408675 | 2014 MG38              | 12 de gener de 1996    | Kitt Peak            | Spacewatch           |
| 408676 | 2014 MK38              | 15 de juny de 2010     | WISE                 | WISE                 |
| 408677 | 2014 MM38              | 22 d'agost de 2004     | Kitt Peak            | Spacewatch           |
| 408678 | 2014 MS38              | 4 de febrer de 2006    | Mount Lemmon         | Mt. Lemmon Survey    |
| 408679 | 2014 MA39              | 18 de març de 2001     | Kitt Peak            | Spacewatch           |
| 408680 | 2014 MO39              | 18 de març de 2010     | Mount Lemmon         | Mt. Lemmon Survey    |
| 408681 | 2014 MX39              | 2 de desembre de 2010  | Mount Lemmon         | Mt. Lemmon Survey    |
| 408682 | 2014 MA43              | 14 d'octubre de 2004   | Kitt Peak            | Spacewatch           |
| 408683 | 2014 MM43              | 25 de novembre de 2006 | Mount Lemmon         | Mt. Lemmon Survey    |
| 408684 | 2014 MR47              | 30 de novembre de 2011 | Mount Lemmon         | Mt. Lemmon Survey    |
| 408685 | 2014 MN49              | 4 de setembre de 2010  | Kitt Peak            | Spacewatch           |
| 408686 | 2014 MQ49              | 10 d'abril de 2005     | Kitt Peak            | Spacewatch           |
| 408687 | 2014 MA50              | 17 de març de 2005     | Kitt Peak            | Spacewatch           |
| 408688 | 2014 MU52              | 3 d'octubre de 2006    | Catalina             | CSS                  |
| 408689 | 2014 MT54              | 23 d'agost de 2001     | Kitt Peak            | Spacewatch           |
| 408690 | 2014 MS56              | 25 de setembre de 2009 | Catalina             | CSS                  |
| 408691 | 2014 MX56              | 18 de setembre de 2010 | Mount Lemmon         | Mt. Lemmon Survey    |
| 408692 | 2014 MR57              | 2 d'octubre de 2009    | Mount Lemmon         | Mt. Lemmon Survey    |
| 408693 | 2014 MM61              | 9 de febrer de 2008    | Catalina             | CSS                  |
| 408694 | 2014 MT61              | 8 de novembre de 2007  | Kitt Peak            | Spacewatch           |
| 408695 | 2014 MT62              | 2 de novembre de 2008  | Mount Lemmon         | Mt. Lemmon Survey    |
| 408696 | 2014 ME63              | 11 de febrer de 2008   | Kitt Peak            | Spacewatch           |
| 408697 | 2014 MX63              | 29 de març de 1995     | Kitt Peak            | Spacewatch           |
| 408698 | 2014 ML64              | 17 de març de 2004     | Kitt Peak            | Spacewatch           |
| 408699 | 2014 MS68              | 16 de març de 2005     | Catalina             | CSS                  |
| 408700 | 2014 ND12              | 7 de novembre de 2008  | Kitt Peak            | Spacewatch           |

## 408701-408800
| Nom    | Designació provisional | Data de descobriment   | Lloc de descobriment | Descobridor/s                                          |
| ------ | ---------------------- | ---------------------- | -------------------- | ------------------------------------------------------ |
| 408701 | 2014 NZ30              | 8 de novembre de 2008  | Kitt Peak            | Spacewatch                                             |
| 408702 | 2014 ND31              | 3 de març de 2005      | Kitt Peak            | Spacewatch                                             |
| 408703 | 2014 NF31              | 25 de gener de 2006    | Kitt Peak            | Spacewatch                                             |
| 408704 | 2014 NG31              | 13 de gener de 2005    | Catalina             | CSS                                                    |
| 408705 | 2014 NG33              | 17 de setembre de 2010 | Mount Lemmon         | Mt. Lemmon Survey                                      |
| 408706 | 2014 NT33              | 10 de desembre de 2010 | Mount Lemmon         | Mt. Lemmon Survey                                      |
| 408707 | 2014 NB48              | 26 de novembre de 2005 | Kitt Peak            | Spacewatch                                             |
| 408708 | 2014 NX49              | 25 de desembre de 2005 | Kitt Peak            | Spacewatch                                             |
| 408709 | 2014 NW52              | 28 de desembre de 2005 | Kitt Peak            | Spacewatch                                             |
| 408710 | 2014 NP53              | 7 de maig de 2010      | Kitt Peak            | Spacewatch                                             |
| 408711 | 2014 NB54              | 28 d'agost de 2006     | Catalina             | CSS                                                    |
| 408712 | 2014 NL54              | 11 de maig de 2010     | Mount Lemmon         | Mt. Lemmon Survey                                      |
| 408713 | 2014 NR59              | 13 de juny de 2007     | Kitt Peak            | Spacewatch                                             |
| 408714 | 2014 NY61              | 8 de setembre de 2004  | Socorro              | LINEAR                                                 |
| 408715 | 2014 OJ4               | 26 d'octubre de 2008   | Kitt Peak            | Spacewatch                                             |
| 408716 | 2014 OS4               | 25 de setembre de 2009 | Mount Lemmon         | Mt. Lemmon Survey                                      |
| 408717 | 2014 OK15              | 31 de març de 2003     | Anderson Mesa        | LONEOS                                                 |
| 408718 | 2014 OO16              | 20 de setembre de 2006 | Kitt Peak            | Spacewatch                                             |
| 408719 | 2014 OL17              | 16 de setembre de 2010 | Kitt Peak            | Spacewatch                                             |
| 408720 | 2014 OY18              | 7 d'abril de 2008      | Mount Lemmon         | Mt. Lemmon Survey                                      |
| 408721 | 2014 OC22              | 15 de setembre de 2004 | Kitt Peak            | Spacewatch                                             |
| 408722 | 2014 OE28              | 14 de març de 2010     | Mount Lemmon         | Mt. Lemmon Survey                                      |
| 408723 | 2014 OY32              | 7 de febrer de 2008    | Mount Lemmon         | Mt. Lemmon Survey                                      |
| 408724 | 2014 OR33              | 7 de desembre de 2005  | Kitt Peak            | Spacewatch                                             |
| 408725 | 2014 OL36              | 4 de març de 2006      | Kitt Peak            | Spacewatch                                             |
| 408726 | 2014 OG41              | 14 de març de 2010     | Kitt Peak            | Spacewatch                                             |
| 408727 | 2014 ON42              | 14 de desembre de 2010 | Mount Lemmon         | Mt. Lemmon Survey                                      |
| 408728 | 2014 OL47              | 19 de gener de 2004    | Kitt Peak            | Spacewatch                                             |
| 408729 | 2014 OF49              | 21 de gener de 1993    | Kitt Peak            | Spacewatch                                             |
| 408730 | 2014 OJ49              | 28 d'octubre de 2005   | Mount Lemmon         | Mt. Lemmon Survey                                      |
| 408731 | 2014 OF52              | 25 de maig de 2009     | Kitt Peak            | Spacewatch                                             |
| 408732 | 2014 OT56              | 1 d'octubre de 2005    | Kitt Peak            | Spacewatch                                             |
| 408733 | 2014 OO59              | 15 d'abril de 2007     | Kitt Peak            | Spacewatch                                             |
| 408734 | 2014 OB63              | 1 de desembre de 2008  | Kitt Peak            | Spacewatch                                             |
| 408735 | 2014 OX65              | 21 d'abril de 2004     | Socorro              | LINEAR                                                 |
| 408736 | 2014 OB66              | 15 de febrer de 1994   | Kitt Peak            | Spacewatch                                             |
| 408737 | 2014 OE66              | 23 de febrer de 1998   | Kitt Peak            | Spacewatch                                             |
| 408738 | 2014 OG80              | 13 de setembre de 2007 | Mount Lemmon         | Mt. Lemmon Survey                                      |
| 408739 | 2014 OO80              | 31 de gener de 2006    | Kitt Peak            | Spacewatch                                             |
| 408740 | 2014 OL109             | 12 de setembre de 1994 | Kitt Peak            | Spacewatch                                             |
| 408741 | 2014 OM111             | 27 de desembre de 2005 | Kitt Peak            | Spacewatch                                             |
| 408742 | 2014 OF112             | 14 d'octubre de 1999   | Socorro              | LINEAR                                                 |
| 408743 | 2014 OT115             | 25 de setembre de 2009 | Catalina             | CSS                                                    |
| 408744 | 2014 OF127             | 13 de novembre de 2006 | Catalina             | CSS                                                    |
| 408745 | 2014 OJ129             | 27 de gener de 2006    | Mount Lemmon         | Mt. Lemmon Survey                                      |
| 408746 | 2014 OG141             | 28 de març de 1995     | Kitt Peak            | Spacewatch                                             |
| 408747 | 2014 OP179             | 30 d'octubre de 2000   | Socorro              | LINEAR                                                 |
| 408748 | 2014 OZ241             | 26 de setembre de 2008 | Kitt Peak            | Spacewatch                                             |
| 408749 | 2014 OT276             | 16 de novembre de 2006 | Kitt Peak            | Spacewatch                                             |
| 408750 | 4308 P-L               | 24 de setembre de 1960 | Palomar              | C. J. van Houten, I. van Houten-Groeneveld, T. Gehrels |
| 408751 | 1987 SF3               | 26 de setembre de 1987 | Palomar              | C. S. Shoemaker, E. M. Shoemaker                       |
| 408752 | 1991 TB2               | 3 d'octubre de 1991    | Palomar              | J. E. Mueller                                          |
| 408753 | 1992 SU3               | 24 de setembre de 1992 | Kitt Peak            | Spacewatch                                             |
| 408754 | 1992 SX10              | 27 de setembre de 1992 | Kitt Peak            | Spacewatch                                             |
| 408755 | 1993 TG6               | 9 d'octubre de 1993    | Kitt Peak            | Spacewatch                                             |
| 408756 | 1995 FU8               | 26 de març de 1995     | Kitt Peak            | Spacewatch                                             |
| 408757 | 1995 SS19              | 18 de setembre de 1995 | Kitt Peak            | Spacewatch                                             |
| 408758 | 1995 UK78              | 23 d'octubre de 1995   | Kitt Peak            | Spacewatch                                             |
| 408759 | 1997 CL23              | 6 de febrer de 1997    | Kitt Peak            | Spacewatch                                             |
| 408760 | 1997 SA6               | 23 de setembre de 1997 | Kitt Peak            | Spacewatch                                             |
| 408761 | 1997 TV2               | 3 d'octubre de 1997    | Caussols             | ODAS                                                   |
| 408762 | 1997 TZ22              | 6 d'octubre de 1997    | Kitt Peak            | Spacewatch                                             |
| 408763 | 1998 BU16              | 7 de gener de 1998     | Kitt Peak            | Spacewatch                                             |
| 408764 | 1998 BC22              | 23 de gener de 1998    | Kitt Peak            | Spacewatch                                             |
| 408765 | 1998 DY21              | 22 de febrer de 1998   | Kitt Peak            | Spacewatch                                             |
| 408766 | 1998 QO58              | 30 d'agost de 1998     | Kitt Peak            | Spacewatch                                             |
| 408767 | 1998 SK20              | 20 de setembre de 1998 | Kitt Peak            | Spacewatch                                             |
| 408768 | 1998 SQ49              | 26 de setembre de 1998 | Socorro              | LINEAR                                                 |
| 408769 | 1998 TW22              | 13 d'octubre de 1998   | Kitt Peak            | Spacewatch                                             |
| 408770 | 1998 TQ38              | 15 d'octubre de 1998   | Kitt Peak            | Spacewatch                                             |
| 408771 | 1998 US50              | 18 d'octubre de 1998   | Kitt Peak            | Spacewatch                                             |
| 408772 | 1998 WU2               | 17 de novembre de 1998 | Caussols             | ODAS                                                   |
| 408773 | 1998 WX25              | 16 de novembre de 1998 | Kitt Peak            | Spacewatch                                             |
| 408774 | 1998 XT6               | 8 de desembre de 1998  | Kitt Peak            | Spacewatch                                             |
| 408775 | 1999 CT15              | 11 de febrer de 1999   | Socorro              | LINEAR                                                 |
| 408776 | 1999 GM56              | 9 d'abril de 1999      | Kitt Peak            | Spacewatch                                             |
| 408777 | 1999 JD111             | 8 de maig de 1999      | Catalina             | CSS                                                    |
| 408778 | 1999 TE64              | 6 de setembre de 1999  | Kitt Peak            | Spacewatch                                             |
| 408779 | 1999 UV32              | 31 d'octubre de 1999   | Kitt Peak            | Spacewatch                                             |
| 408780 | 1999 VQ17              | 2 de novembre de 1999  | Kitt Peak            | Spacewatch                                             |
| 408781 | 1999 VP57              | 4 de novembre de 1999  | Socorro              | LINEAR                                                 |
| 408782 | 1999 VO65              | 4 de novembre de 1999  | Socorro              | LINEAR                                                 |
| 408783 | 1999 VQ71              | 4 de novembre de 1999  | Socorro              | LINEAR                                                 |
| 408784 | 1999 WS22              | 17 de novembre de 1999 | Kitt Peak            | Spacewatch                                             |
| 408785 | 1999 XY145             | 7 de desembre de 1999  | Kitt Peak            | Spacewatch                                             |
| 408786 | 1999 XA146             | 7 de desembre de 1999  | Kitt Peak            | Spacewatch                                             |
| 408787 | 2000 AK221             | 8 de gener de 2000     | Kitt Peak            | Spacewatch                                             |
| 408788 | 2000 BN20              | 26 de gener de 2000    | Kitt Peak            | Spacewatch                                             |
| 408789 | 2000 DL77              | 29 de febrer de 2000   | Socorro              | LINEAR                                                 |
| 408790 | 2000 EK99              | 12 de març de 2000     | Kitt Peak            | Spacewatch                                             |
| 408791 | 2000 FQ72              | 25 de març de 2000     | Kitt Peak            | Spacewatch                                             |
| 408792 | 2000 GF2               | 3 d'abril de 2000      | Socorro              | LINEAR                                                 |
| 408793 | 2000 GH58              | 5 d'abril de 2000      | Socorro              | LINEAR                                                 |
| 408794 | 2000 GG186             | 10 d'abril de 2000     | Kitt Peak            | M. W. Buie                                             |
| 408795 | 2000 JH75              | 4 de maig de 2000      | Anderson Mesa        | LONEOS                                                 |
| 408796 | 2000 OE7               | 3 de juliol de 2000    | Kitt Peak            | Spacewatch                                             |
| 408797 | 2000 SM4               | 22 de setembre de 2000 | Kitt Peak            | Spacewatch                                             |
| 408798 | 2000 SG7               | 20 de setembre de 2000 | Kitt Peak            | Spacewatch                                             |
| 408799 | 2000 SL55              | 24 de setembre de 2000 | Socorro              | LINEAR                                                 |
| 408800 | 2000 SZ79              | 24 de setembre de 2000 | Socorro              | LINEAR                                                 |

## 408801-408900
| Nom    | Designació provisional | Data de descobriment   | Lloc de descobriment | Descobridor/s            |
| ------ | ---------------------- | ---------------------- | -------------------- | ------------------------ |
| 408801 | 2000 SQ134             | 23 de setembre de 2000 | Socorro              | LINEAR                   |
| 408802 | 2000 ST138             | 23 de setembre de 2000 | Socorro              | LINEAR                   |
| 408803 | 2000 SZ143             | 24 de setembre de 2000 | Socorro              | LINEAR                   |
| 408804 | 2000 SP204             | 24 de setembre de 2000 | Socorro              | LINEAR                   |
| 408805 | 2000 SG239             | 27 de setembre de 2000 | Socorro              | LINEAR                   |
| 408806 | 2000 SN248             | 24 de setembre de 2000 | Socorro              | LINEAR                   |
| 408807 | 2000 SU248             | 24 de setembre de 2000 | Socorro              | LINEAR                   |
| 408808 | 2000 SQ253             | 24 de setembre de 2000 | Socorro              | LINEAR                   |
| 408809 | 2000 TX5               | 1 d'octubre de 2000    | Socorro              | LINEAR                   |
| 408810 | 2000 TO17              | 1 d'octubre de 2000    | Socorro              | LINEAR                   |
| 408811 | 2000 UR25              | 24 d'octubre de 2000   | Socorro              | LINEAR                   |
| 408812 | 2000 UK38              | 24 d'octubre de 2000   | Socorro              | LINEAR                   |
| 408813 | 2000 UF61              | 25 d'octubre de 2000   | Socorro              | LINEAR                   |
| 408814 | 2000 US75              | 31 d'octubre de 2000   | Socorro              | LINEAR                   |
| 408815 | 2000 UA107             | 30 d'octubre de 2000   | Socorro              | LINEAR                   |
| 408816 | 2000 WU11              | 20 de novembre de 2000 | Kitt Peak            | Spacewatch               |
| 408817 | 2000 WU63              | 24 de novembre de 2000 | Kitt Peak            | Spacewatch               |
| 408818 | 2000 WY138             | 21 de novembre de 2000 | Socorro              | LINEAR                   |
| 408819 | 2000 YM108             | 30 de desembre de 2000 | Socorro              | LINEAR                   |
| 408820 | 2001 FR38              | 18 de març de 2001     | Socorro              | LINEAR                   |
| 408821 | 2001 FH185             | 19 de març de 2001     | Anderson Mesa        | LONEOS                   |
| 408822 | 2001 FO219             | 21 de març de 2001     | Kitt Peak            | SKADS                    |
| 408823 | 2001 KC29              | 21 de maig de 2001     | Socorro              | LINEAR                   |
| 408824 | 2001 OG37              | 20 de juliol de 2001   | Palomar              | NEAT                     |
| 408825 | 2001 OF84              | 29 de juliol de 2001   | Anderson Mesa        | LONEOS                   |
| 408826 | 2001 PP31              | 10 d'agost de 2001     | Palomar              | NEAT                     |
| 408827 | 2001 PF42              | 12 d'agost de 2001     | Palomar              | NEAT                     |
| 408828 | 2001 QU89              | 16 d'agost de 2001     | Palomar              | NEAT                     |
| 408829 | 2001 QO158             | 23 d'agost de 2001     | Anderson Mesa        | LONEOS                   |
| 408830 | 2001 QN169             | 19 d'agost de 2001     | Anderson Mesa        | LONEOS                   |
| 408831 | 2001 QK288             | 17 d'agost de 2001     | Palomar              | NEAT                     |
| 408832 | 2001 QJ298             | 21 d'agost de 2001     | Cerro Tololo         | M. W. Buie               |
| 408833 | 2001 RV7               | 23 d'agost de 2001     | Anderson Mesa        | LONEOS                   |
| 408834 | 2001 RQ43              | 16 d'agost de 2001     | Socorro              | LINEAR                   |
| 408835 | 2001 RA52              | 12 de setembre de 2001 | Socorro              | LINEAR                   |
| 408836 | 2001 RM98              | 12 de setembre de 2001 | Kitt Peak            | Spacewatch               |
| 408837 | 2001 RS102             | 23 d'agost de 2001     | Anderson Mesa        | LONEOS                   |
| 408838 | 2001 RF113             | 12 de setembre de 2001 | Socorro              | LINEAR                   |
| 408839 | 2001 RH118             | 12 de setembre de 2001 | Socorro              | LINEAR                   |
| 408840 | 2001 RV131             | 12 de setembre de 2001 | Socorro              | LINEAR                   |
| 408841 | 2001 RN140             | 12 de setembre de 2001 | Socorro              | LINEAR                   |
| 408842 | 2001 RL154             | 10 de setembre de 2001 | Anderson Mesa        | LONEOS                   |
| 408843 | 2001 RQ154             | 11 de setembre de 2001 | Kitt Peak            | Spacewatch               |
| 408844 | 2001 SR19              | 16 de setembre de 2001 | Socorro              | LINEAR                   |
| 408845 | 2001 SV60              | 17 de setembre de 2001 | Socorro              | LINEAR                   |
| 408846 | 2001 SN75              | 19 de setembre de 2001 | Anderson Mesa        | LONEOS                   |
| 408847 | 2001 SX91              | 27 d'agost de 2001     | Kitt Peak            | Spacewatch               |
| 408848 | 2001 SB98              | 20 de setembre de 2001 | Socorro              | LINEAR                   |
| 408849 | 2001 SY122             | 16 de setembre de 2001 | Socorro              | LINEAR                   |
| 408850 | 2001 SU130             | 16 de setembre de 2001 | Socorro              | LINEAR                   |
| 408851 | 2001 SL133             | 16 de setembre de 2001 | Socorro              | LINEAR                   |
| 408852 | 2001 SV172             | 16 de setembre de 2001 | Socorro              | LINEAR                   |
| 408853 | 2001 SN174             | 16 de setembre de 2001 | Socorro              | LINEAR                   |
| 408854 | 2001 SB192             | 19 de setembre de 2001 | Socorro              | LINEAR                   |
| 408855 | 2001 SL193             | 19 de setembre de 2001 | Socorro              | LINEAR                   |
| 408856 | 2001 SL217             | 19 de setembre de 2001 | Socorro              | LINEAR                   |
| 408857 | 2001 SB221             | 19 de setembre de 2001 | Socorro              | LINEAR                   |
| 408858 | 2001 SD223             | 19 de setembre de 2001 | Socorro              | LINEAR                   |
| 408859 | 2001 SR236             | 19 de setembre de 2001 | Socorro              | LINEAR                   |
| 408860 | 2001 SL259             | 20 de setembre de 2001 | Socorro              | LINEAR                   |
| 408861 | 2001 SH269             | 19 de setembre de 2001 | Kitt Peak            | Spacewatch               |
| 408862 | 2001 SE282             | 24 de setembre de 2001 | Socorro              | LINEAR                   |
| 408863 | 2001 SJ283             | 27 de setembre de 2001 | Socorro              | LINEAR                   |
| 408864 | 2001 SR288             | 17 de setembre de 2001 | Socorro              | LINEAR                   |
| 408865 | 2001 SF302             | 12 de setembre de 2001 | Kitt Peak            | Spacewatch               |
| 408866 | 2001 SF321             | 25 de setembre de 2001 | Socorro              | LINEAR                   |
| 408867 | 2001 SE324             | 19 de setembre de 2001 | Socorro              | LINEAR                   |
| 408868 | 2001 SY324             | 16 de setembre de 2001 | Socorro              | LINEAR                   |
| 408869 | 2001 SD348             | 26 de setembre de 2001 | Socorro              | LINEAR                   |
| 408870 | 2001 TX9               | 20 de setembre de 2001 | Socorro              | LINEAR                   |
| 408871 | 2001 TZ68              | 25 de setembre de 2001 | Kitt Peak            | Spacewatch               |
| 408872 | 2001 TF90              | 25 de setembre de 2001 | Socorro              | LINEAR                   |
| 408873 | 2001 TU117             | 15 d'octubre de 2001   | Socorro              | LINEAR                   |
| 408874 | 2001 TK120             | 15 d'octubre de 2001   | Socorro              | LINEAR                   |
| 408875 | 2001 TQ123             | 22 d'agost de 2001     | Socorro              | LINEAR                   |
| 408876 | 2001 TZ135             | 19 de setembre de 2001 | Anderson Mesa        | LONEOS                   |
| 408877 | 2001 TO138             | 25 d'agost de 2001     | Anderson Mesa        | LONEOS                   |
| 408878 | 2001 TL178             | 14 d'octubre de 2001   | Socorro              | LINEAR                   |
| 408879 | 2001 TY183             | 14 d'octubre de 2001   | Socorro              | LINEAR                   |
| 408880 | 2001 TF204             | 11 d'octubre de 2001   | Socorro              | LINEAR                   |
| 408881 | 2001 TV237             | 10 d'octubre de 2001   | Palomar              | NEAT                     |
| 408882 | 2001 TN238             | 15 d'octubre de 2001   | Palomar              | NEAT                     |
| 408883 | 2001 TO248             | 14 d'octubre de 2001   | Apache Point         | Sloan Digital Sky Survey |
| 408884 | 2001 TG257             | 8 d'octubre de 2001    | Palomar              | NEAT                     |
| 408885 | 2001 TU258             | 15 d'octubre de 2001   | Palomar              | NEAT                     |
| 408886 | 2001 UB6               | 17 d'octubre de 2001   | Socorro              | LINEAR                   |
| 408887 | 2001 UE12              | 24 d'octubre de 2001   | Desert Eagle         | W. K. Y. Yeung           |
| 408888 | 2001 UL12              | 19 de setembre de 2001 | Socorro              | LINEAR                   |
| 408889 | 2001 UO14              | 24 d'octubre de 2001   | Desert Eagle         | W. K. Y. Yeung           |
| 408890 | 2001 UU28              | 16 d'octubre de 2001   | Socorro              | LINEAR                   |
| 408891 | 2001 UY38              | 17 d'octubre de 2001   | Socorro              | LINEAR                   |
| 408892 | 2001 UR40              | 20 de setembre de 2001 | Socorro              | LINEAR                   |
| 408893 | 2001 UJ42              | 14 d'octubre de 2001   | Kitt Peak            | Spacewatch               |
| 408894 | 2001 UG86              | 16 d'octubre de 2001   | Kitt Peak            | Spacewatch               |
| 408895 | 2001 UB106             | 20 d'octubre de 2001   | Socorro              | LINEAR                   |
| 408896 | 2001 UF108             | 20 d'octubre de 2001   | Socorro              | LINEAR                   |
| 408897 | 2001 UD165             | 23 d'octubre de 2001   | Palomar              | NEAT                     |
| 408898 | 2001 UU184             | 16 d'octubre de 2001   | Palomar              | NEAT                     |
| 408899 | 2001 UC216             | 14 d'octubre de 2001   | Socorro              | LINEAR                   |
| 408900 | 2001 UM229             | 16 d'octubre de 2001   | Palomar              | NEAT                     |

## 408901-409000
| Nom    | Designació provisional | Data de descobriment   | Lloc de descobriment | Descobridor/s                        |
| ------ | ---------------------- | ---------------------- | -------------------- | ------------------------------------ |
| 408901 | 2001 VN28              | 9 de novembre de 2001  | Socorro              | LINEAR                               |
| 408902 | 2001 VA29              | 9 de novembre de 2001  | Socorro              | LINEAR                               |
| 408903 | 2001 VK54              | 10 de novembre de 2001 | Socorro              | LINEAR                               |
| 408904 | 2001 VN56              | 10 de novembre de 2001 | Socorro              | LINEAR                               |
| 408905 | 2001 VL61              | 10 de novembre de 2001 | Socorro              | LINEAR                               |
| 408906 | 2001 VO82              | 21 d'octubre de 2001   | Socorro              | LINEAR                               |
| 408907 | 2001 VX85              | 12 de novembre de 2001 | Socorro              | LINEAR                               |
| 408908 | 2001 VD109             | 12 de novembre de 2001 | Socorro              | LINEAR                               |
| 408909 | 2001 VX110             | 12 de novembre de 2001 | Socorro              | LINEAR                               |
| 408910 | 2001 WS36              | 17 d'octubre de 2001   | Socorro              | LINEAR                               |
| 408911 | 2001 WH45              | 19 de novembre de 2001 | Socorro              | LINEAR                               |
| 408912 | 2001 WD53              | 19 de novembre de 2001 | Socorro              | LINEAR                               |
| 408913 | 2001 WL55              | 19 de novembre de 2001 | Socorro              | LINEAR                               |
| 408914 | 2001 WO75              | 20 de novembre de 2001 | Socorro              | LINEAR                               |
| 408915 | 2001 WO95              | 11 de novembre de 2001 | Kitt Peak            | Spacewatch                           |
| 408916 | 2001 WK102             | 19 de novembre de 2001 | Anderson Mesa        | LONEOS                               |
| 408917 | 2001 XW32              | 10 de desembre de 2001 | Kitt Peak            | Spacewatch                           |
| 408918 | 2001 XP48              | 15 d'octubre de 2001   | Socorro              | LINEAR                               |
| 408919 | 2001 XM49              | 10 de desembre de 2001 | Socorro              | LINEAR                               |
| 408920 | 2001 XV72              | 20 de novembre de 2001 | Socorro              | LINEAR                               |
| 408921 | 2001 XE80              | 11 de desembre de 2001 | Socorro              | LINEAR                               |
| 408922 | 2001 XV94              | 10 de desembre de 2001 | Socorro              | LINEAR                               |
| 408923 | 2001 XP149             | 14 de desembre de 2001 | Socorro              | LINEAR                               |
| 408924 | 2001 XC192             | 14 de desembre de 2001 | Socorro              | LINEAR                               |
| 408925 | 2001 XO199             | 14 de desembre de 2001 | Socorro              | LINEAR                               |
| 408926 | 2001 XW218             | 15 de desembre de 2001 | Socorro              | LINEAR                               |
| 408927 | 2001 XD264             | 14 de desembre de 2001 | Palomar              | NEAT                                 |
| 408928 | 2001 YY35              | 11 de desembre de 2001 | Socorro              | LINEAR                               |
| 408929 | 2001 YJ40              | 18 de desembre de 2001 | Socorro              | LINEAR                               |
| 408930 | 2001 YG49              | 18 de desembre de 2001 | Socorro              | LINEAR                               |
| 408931 | 2001 YA157             | 19 de desembre de 2001 | Palomar              | NEAT                                 |
| 408932 | 2002 AA129             | 9 de gener de 2002     | Socorro              | LINEAR                               |
| 408933 | 2002 AO131             | 8 de gener de 2002     | Socorro              | LINEAR                               |
| 408934 | 2002 AN138             | 9 de gener de 2002     | Socorro              | LINEAR                               |
| 408935 | 2002 AY150             | 14 de gener de 2002    | Socorro              | LINEAR                               |
| 408936 | 2002 AJ178             | 14 de gener de 2002    | Socorro              | LINEAR                               |
| 408937 | 2002 CJ72              | 7 de febrer de 2002    | Socorro              | LINEAR                               |
| 408938 | 2002 CX73              | 7 de febrer de 2002    | Socorro              | LINEAR                               |
| 408939 | 2002 CY114             | 8 de febrer de 2002    | Socorro              | LINEAR                               |
| 408940 | 2002 CM128             | 12 de gener de 2002    | Kitt Peak            | Spacewatch                           |
| 408941 | 2002 CN128             | 7 de febrer de 2002    | Socorro              | LINEAR                               |
| 408942 | 2002 CK133             | 6 de gener de 2002     | Kitt Peak            | Spacewatch                           |
| 408943 | 2002 CT219             | 10 de febrer de 2002   | Socorro              | LINEAR                               |
| 408944 | 2002 CX256             | 9 de gener de 2002     | Kitt Peak            | Spacewatch                           |
| 408945 | 2002 CQ300             | 11 de febrer de 2002   | Socorro              | LINEAR                               |
| 408946 | 2002 CX313             | 12 de febrer de 2002   | Palomar              | NEAT                                 |
| 408947 | 2002 DY8               | 19 de febrer de 2002   | Socorro              | LINEAR                               |
| 408948 | 2002 DH20              | 22 de febrer de 2002   | Palomar              | NEAT                                 |
| 408949 | 2002 ER90              | 12 de març de 2002     | Socorro              | LINEAR                               |
| 408950 | 2002 EU98              | 13 de març de 2002     | Socorro              | LINEAR                               |
| 408951 | 2002 EW133             | 10 de març de 2002     | Anderson Mesa        | LONEOS                               |
| 408952 | 2002 ER145             | 13 de març de 2002     | Palomar              | NEAT                                 |
| 408953 | 2002 EM151             | 15 de març de 2002     | Kitt Peak            | Spacewatch                           |
| 408954 | 2002 ER155             | 5 de març de 2002      | Kitt Peak            | Spacewatch                           |
| 408955 | 2002 FK29              | 20 de març de 2002     | Socorro              | LINEAR                               |
| 408956 | 2002 GH2               | 5 d'abril de 2002      | Anderson Mesa        | LONEOS                               |
| 408957 | 2002 GJ76              | 9 d'abril de 2002      | Kitt Peak            | Spacewatch                           |
| 408958 | 2002 GC126             | 12 d'abril de 2002     | Palomar              | NEAT                                 |
| 408959 | 2002 GP138             | 12 d'abril de 2002     | Haleakala            | NEAT                                 |
| 408960 | 2002 GZ140             | 13 d'abril de 2002     | Kitt Peak            | Spacewatch                           |
| 408961 | 2002 GT181             | 8 d'abril de 2002      | Palomar              | NEAT                                 |
| 408962 | 2002 JD150             | 1 de maig de 2002      | Palomar              | NEAT                                 |
| 408963 | 2002 KQ3               | 17 de maig de 2002     | Socorro              | LINEAR                               |
| 408964 | 2002 NR64              | 2 de juliol de 2002    | Palomar              | NEAT                                 |
| 408965 | 2002 NN71              | 8 de juliol de 2002    | Palomar              | NEAT                                 |
| 408966 | 2002 OR26              | 19 de juliol de 2002   | Palomar              | NEAT                                 |
| 408967 | 2002 OW27              | 22 de juliol de 2002   | Palomar              | NEAT                                 |
| 408968 | 2002 OJ31              | 17 de juliol de 2002   | Palomar              | NEAT                                 |
| 408969 | 2002 PS92              | 14 d'agost de 2002     | Palomar              | NEAT                                 |
| 408970 | 2002 PV114             | 15 d'agost de 2002     | Kitt Peak            | Spacewatch                           |
| 408971 | 2002 PD184             | 4 de febrer de 2000    | Kitt Peak            | Spacewatch                           |
| 408972 | 2002 PT187             | 8 d'agost de 2002      | Palomar              | NEAT                                 |
| 408973 | 2002 QB69              | 27 d'agost de 2002     | Palomar              | NEAT                                 |
| 408974 | 2002 QW77              | 18 d'agost de 2002     | Palomar              | NEAT                                 |
| 408975 | 2002 QL93              | 29 d'agost de 2002     | Palomar              | NEAT                                 |
| 408976 | 2002 QQ110             | 17 d'agost de 2002     | Palomar              | NEAT                                 |
| 408977 | 2002 QG113             | 27 d'agost de 2002     | Palomar              | NEAT                                 |
| 408978 | 2002 QV114             | 28 d'agost de 2002     | Palomar              | NEAT                                 |
| 408979 | 2002 QL130             | 30 d'agost de 2002     | Palomar              | NEAT                                 |
| 408980 | 2002 RB126             | 11 de setembre de 2002 | El Centro            | W. K. Y. Yeung                       |
| 408981 | 2002 RS274             | 4 de setembre de 2002  | Palomar              | NEAT                                 |
| 408982 | 2002 SP                | 20 de setembre de 2002 | Palomar              | NEAT                                 |
| 408983 | 2002 SL9               | 5 de setembre de 2002  | Xinglong             | Beijing Schmidt CCD Asteroid Program |
| 408984 | 2002 SA67              | 17 de setembre de 2002 | Palomar              | NEAT                                 |
| 408985 | 2002 SE73              | 16 de setembre de 2002 | Palomar              | NEAT                                 |
| 408986 | 2002 TF69              | 9 d'octubre de 2002    | Socorro              | LINEAR                               |
| 408987 | 2002 TD71              | 3 d'octubre de 2002    | Palomar              | NEAT                                 |
| 408988 | 2002 TN85              | 2 d'octubre de 2002    | Haleakala            | NEAT                                 |
| 408989 | 2002 TW141             | 5 d'octubre de 2002    | Palomar              | NEAT                                 |
| 408990 | 2002 TY272             | 9 d'octubre de 2002    | Socorro              | LINEAR                               |
| 408991 | 2002 TL277             | 10 d'octubre de 2002   | Palomar              | NEAT                                 |
| 408992 | 2002 TP279             | 10 d'octubre de 2002   | Socorro              | LINEAR                               |
| 408993 | 2002 TF324             | 5 d'octubre de 2002    | Apache Point         | Sloan Digital Sky Survey             |
| 408994 | 2002 TG334             | 5 d'octubre de 2002    | Apache Point         | Sloan Digital Sky Survey             |
| 408995 | 2002 UZ36              | 31 d'octubre de 2002   | Palomar              | NEAT                                 |
| 408996 | 2002 UC60              | 29 d'octubre de 2002   | Apache Point         | Sloan Digital Sky Survey             |
| 408997 | 2002 UC78              | 31 d'octubre de 2002   | Palomar              | NEAT                                 |
| 408998 | 2002 VB27              | 5 de novembre de 2002  | Socorro              | LINEAR                               |
| 408999 | 2002 VO64              | 6 de novembre de 2002  | Haleakala            | NEAT                                 |
| 409000 | 2002 VF107             | 12 de novembre de 2002 | Socorro              | LINEAR                               |